# معماری استعماری پرتغالی

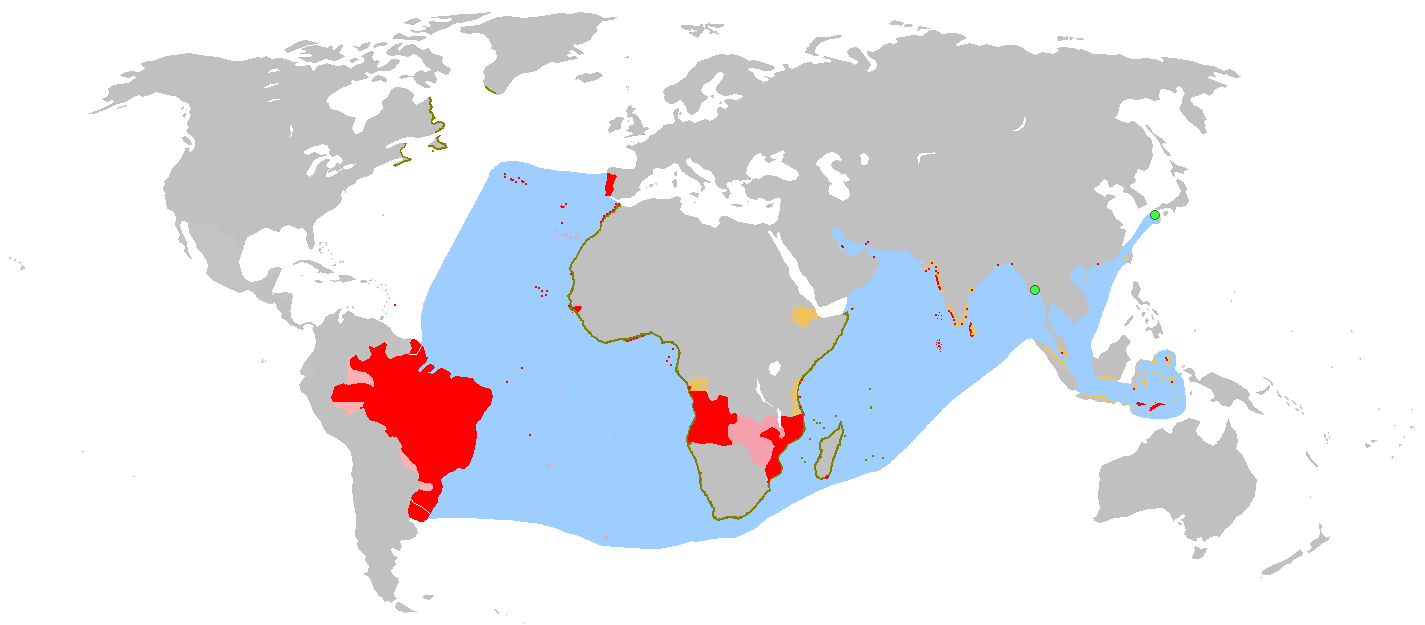
نقشه‌ای از امپراتوری پرتغال و اراضی ادعایی، مسیرهای تجاری دریایی، و منافع اقتصادی‌اش.

معماری استعماری پرتغالی (انگلیسی: Portuguese colonial architecture) به شیوه‌های مختلف معماری رایج در امپراتوری پرتغال اشاره دارد که می‌توان نشان آنان را در مستعمره‌های پرشمار سابق پرتغال در آمریکای جنوبی، شمال آفریقا، آفریقای سیاه، هند، اقیانوسیه، و شرق آسیا یافت. در برخی ازین مستعمرات سابق (از جمله در هند، برزیل، و ماکائو) آثار معماری استعماری پرتغال به جاذبه‌های گردشگری بدل شده‌اند.

## قرن پانزدهم میلادی

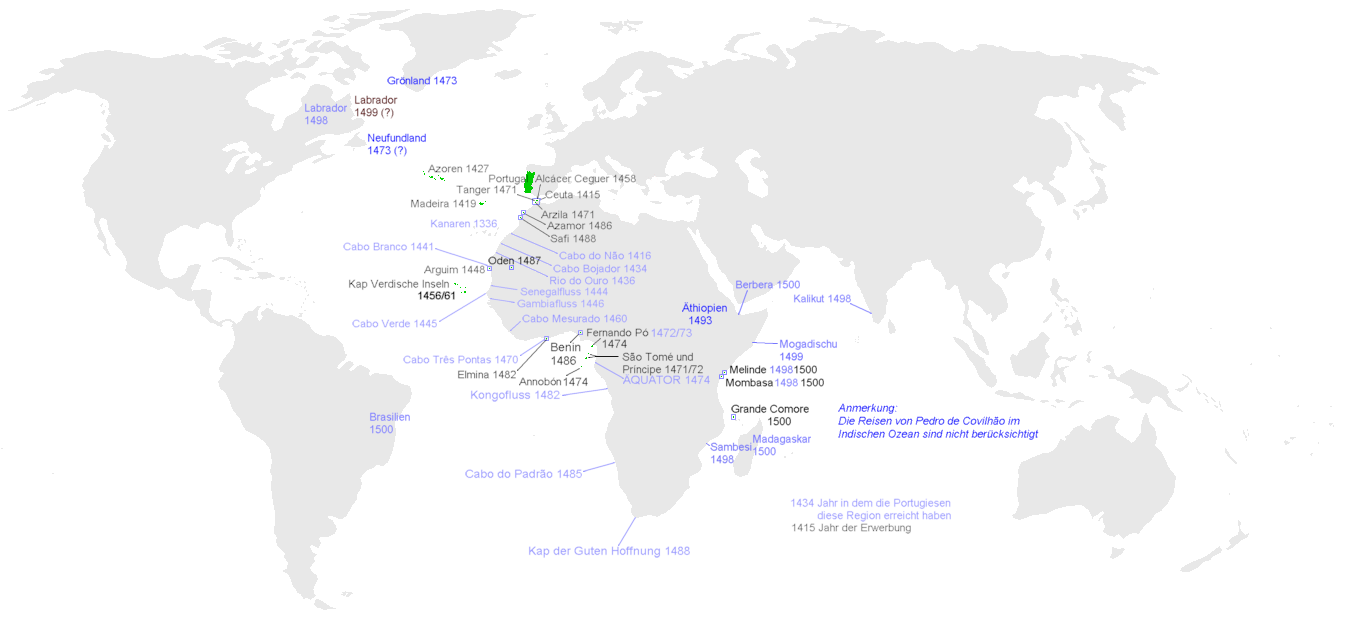
امپراتوری پرتغال در انتهای قرن پانزدهم.

در قرن پانزدهم میلادی پرتغال پایه‌های نخستین امپراتوری استعماری در جهان را ریخت. معماری این امپراتوری در این قرن غالباً بر اساس کارکرد و نیاز نظامی بود. از غالباً مستعمرات پرتغال با استحکامات نظامی دفاع می‌شد و این آثار الگوهای اصلی معماری پرتغال در این دورانند. دژ المینا نمونهٔ بارز معماری استعماری پرتغال در قرن پانزدهم است. کار ساخت این دژ در ۱۴۸۲ میلادی آغاز شد و برای مدتی طولانی پیچیده‌ترین و نفوذناپذیرترین استحکامات نظامی در آفریقای سیاه به‌شمار می‌رفت. مثل بسیاری از قلاع و استحکامات انحصاری پرتغال در آن زمان، این دژ به شیوه‌ای کاربردی و جدی و خشک ساخته شده و هدف اصلی عملکرد دفاعی آن است.
به‌جز معماری نظامی، معماری مذهبی هم در این زمان در امپراتوری پرتغال اهمیت داشت. مذهب ریشه و نیروی اصلی روانهٔ گسترش استعماری پرتغال بود و بسیاری از قدیمی‌ترین کلیساهای مسیحی در آفریقا متعلق به این دوره‌اند. مانند معماری نظامی، معماری مذهبی این دوره نیز خشک و عملکردی بود. از نمونه‌های معماری مذهبی این دوران می‌توان به کلیسای جامع فونچال در فونچال اشاره کرد که کار ساخت آن در ۱۴۹۱ آغاز شد.

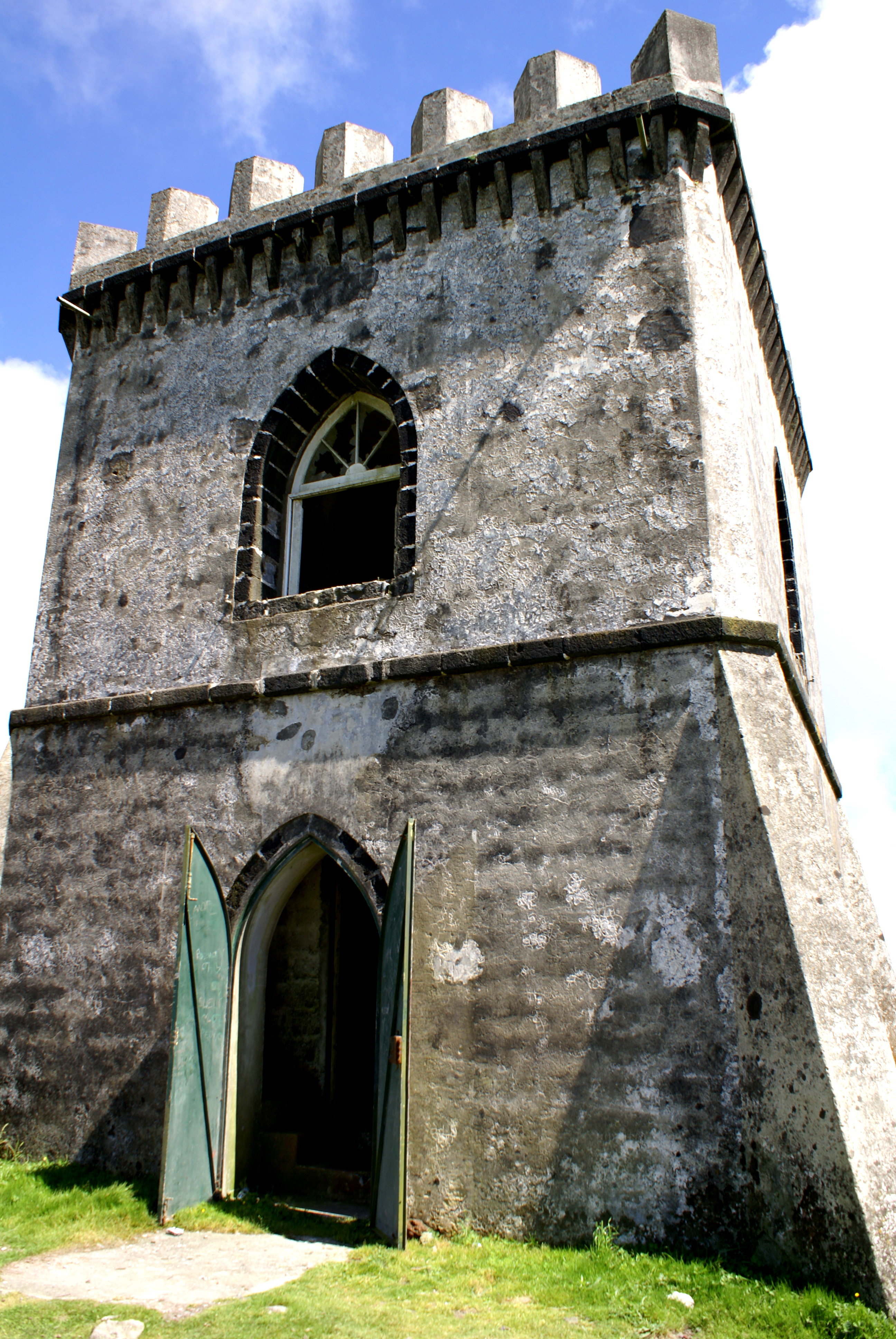
برج برانکو در آزور آغاز ساخت ۱۴۷۱
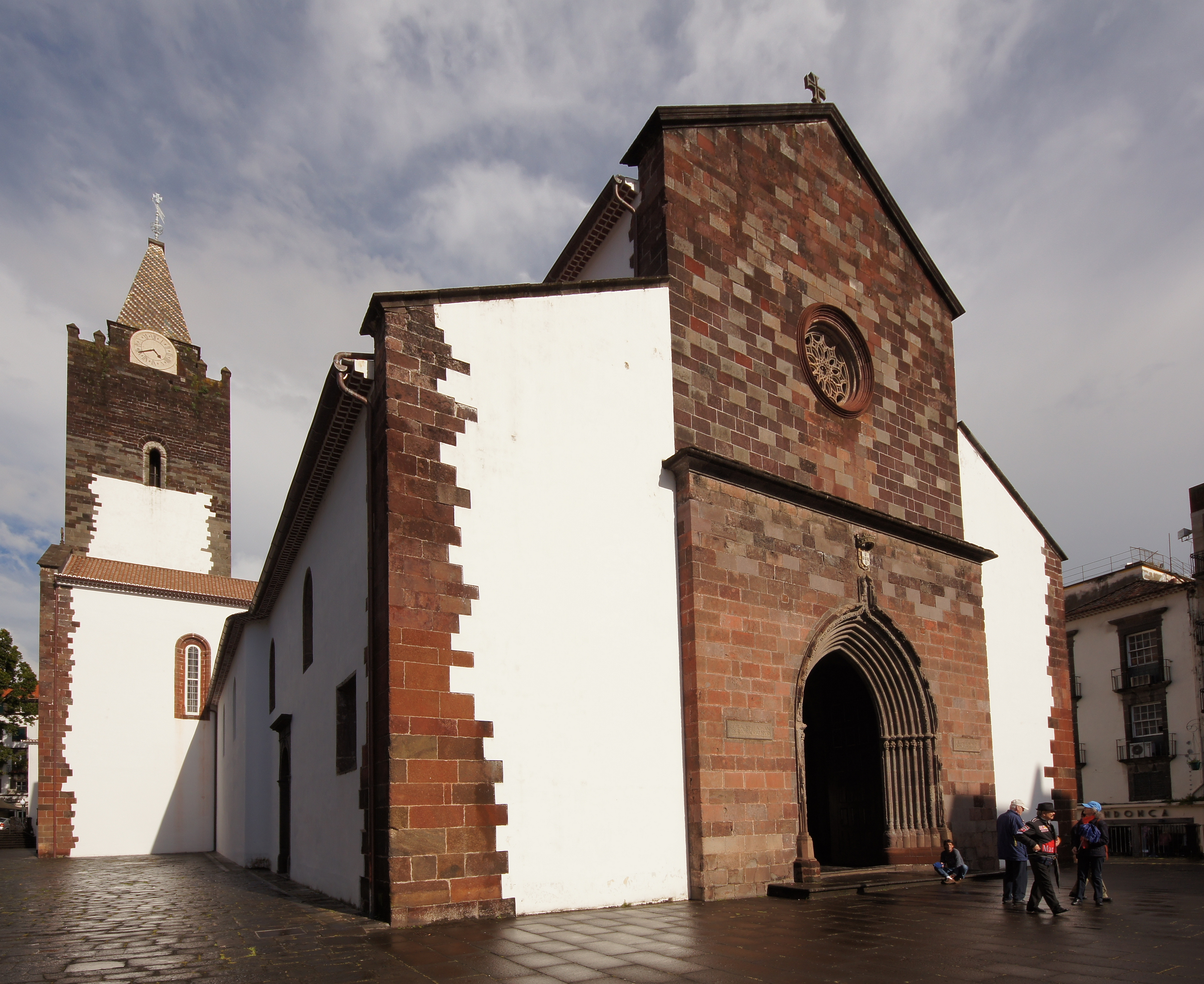
کلیسای جامع فونچال آغاز ساخت ۱۴۹۱
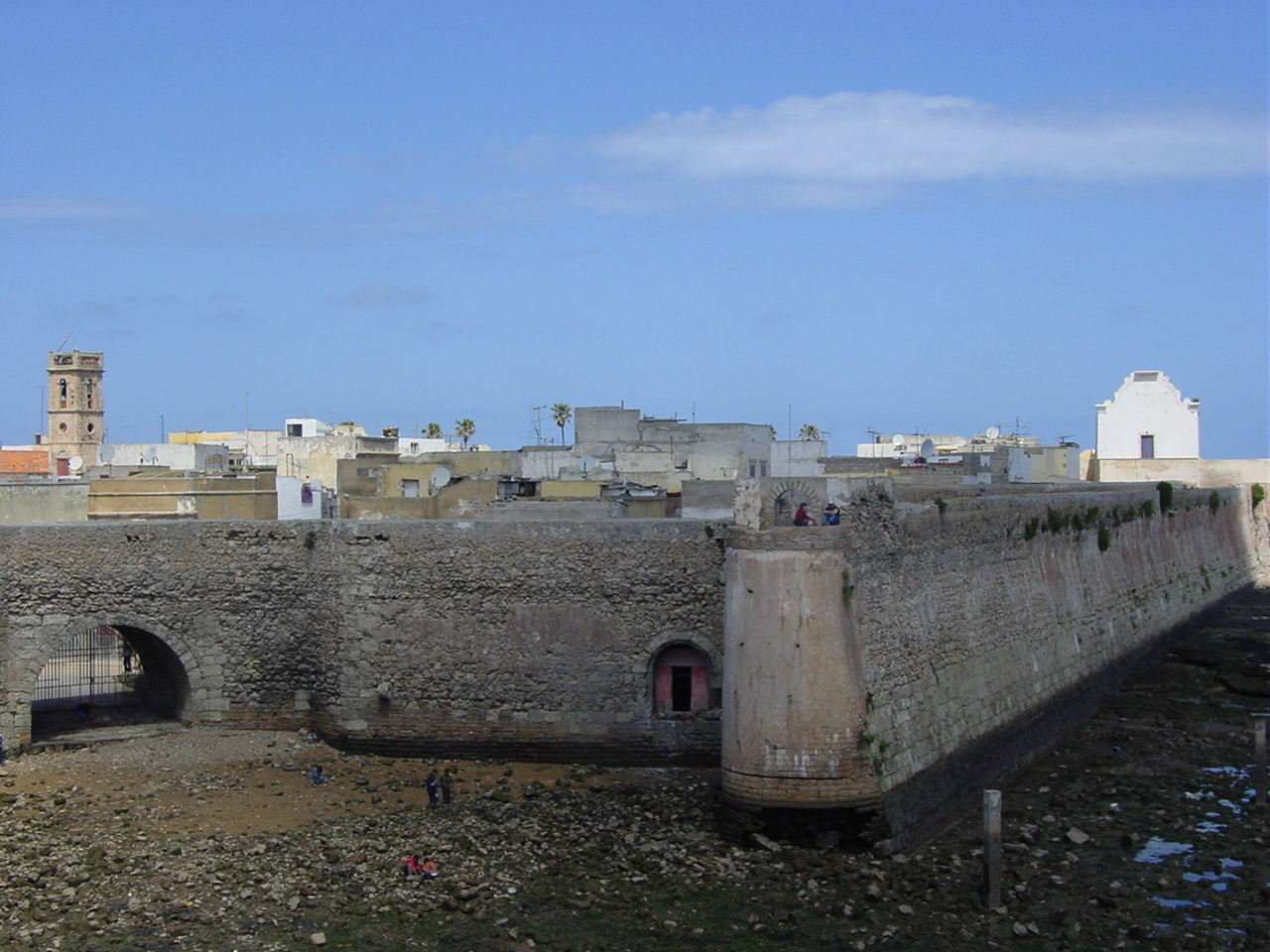
دژ الجدیده آغاز ساخت ۱۴۸۵
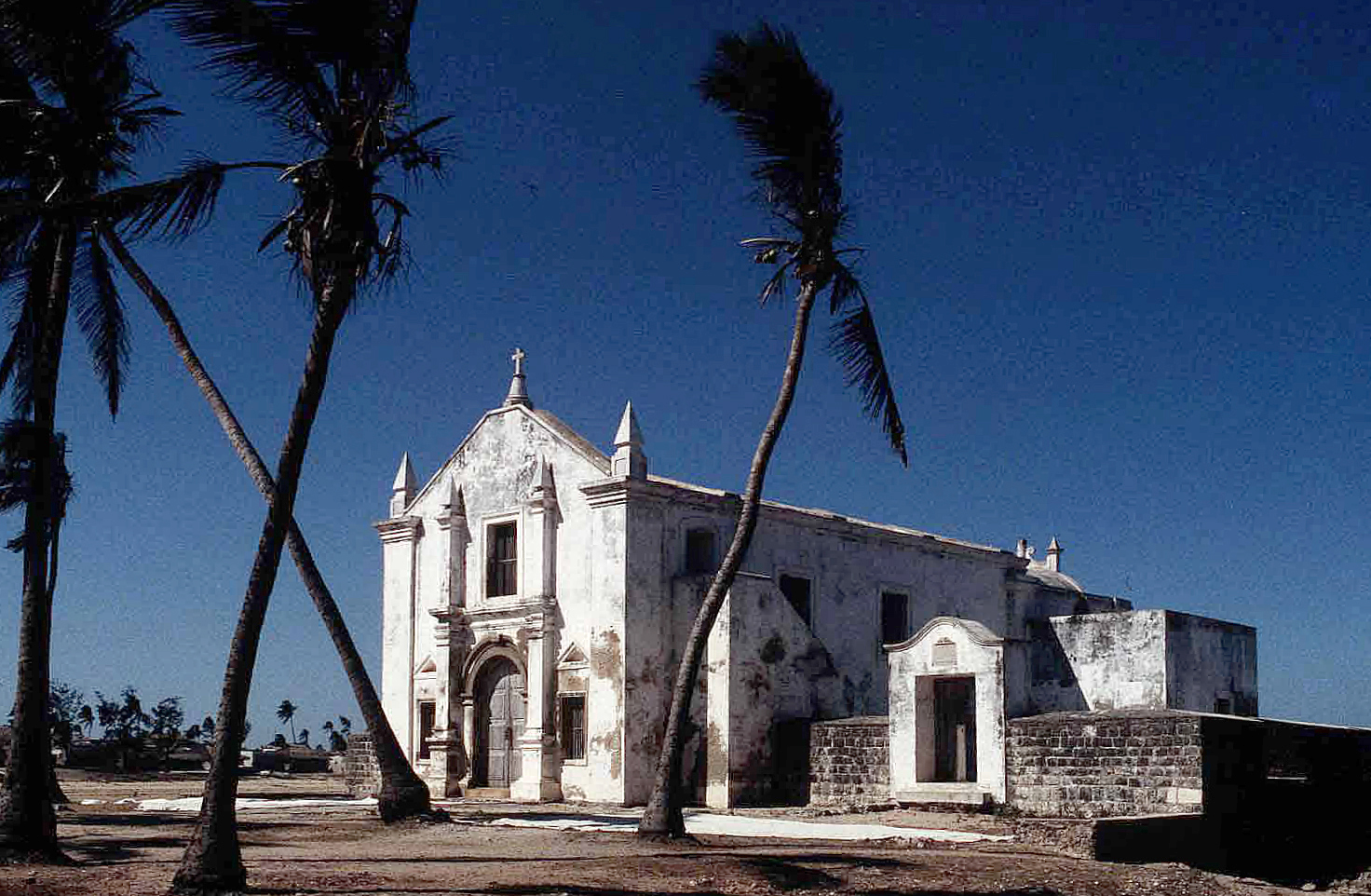
کلیسای سانتو آنتونیو در موزامبیک آغاز ساخت ۱۴۹۸
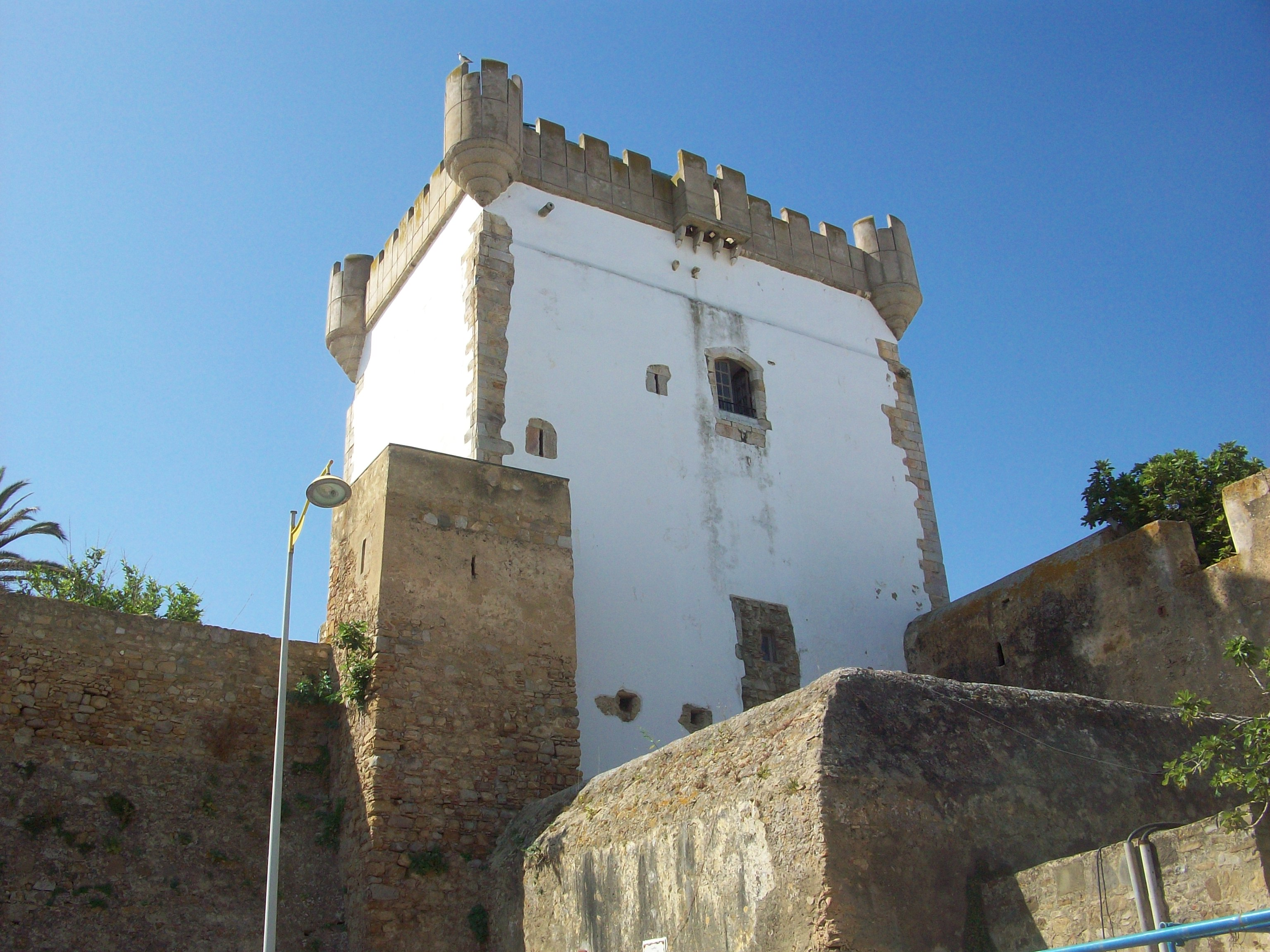
دژ اصیله در مراکش آغاز ساخت ۱۴۷۵
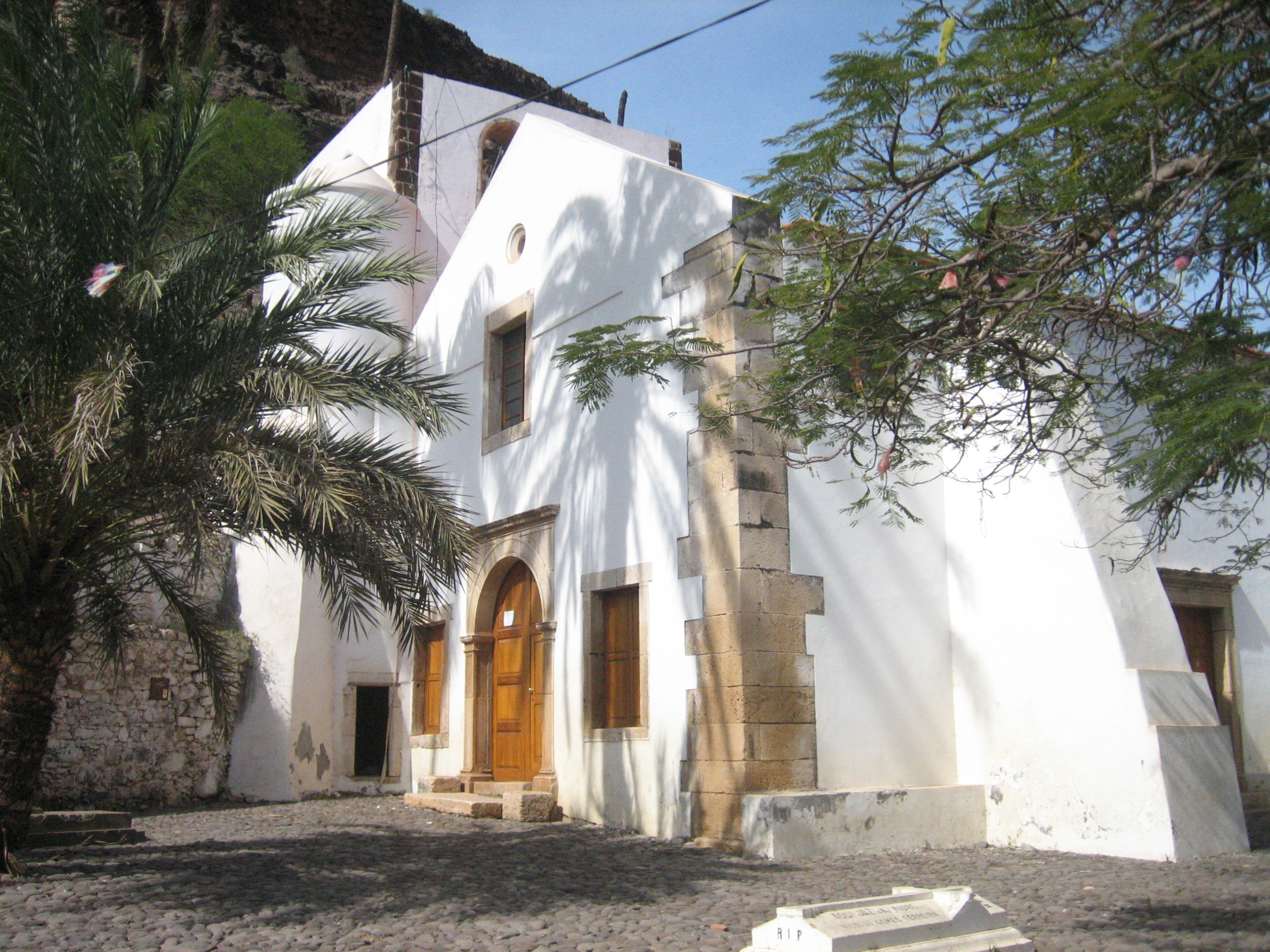
کلیسای دو روزاریو در دماغه سبز آغاز ساخت ۱۴۹۵
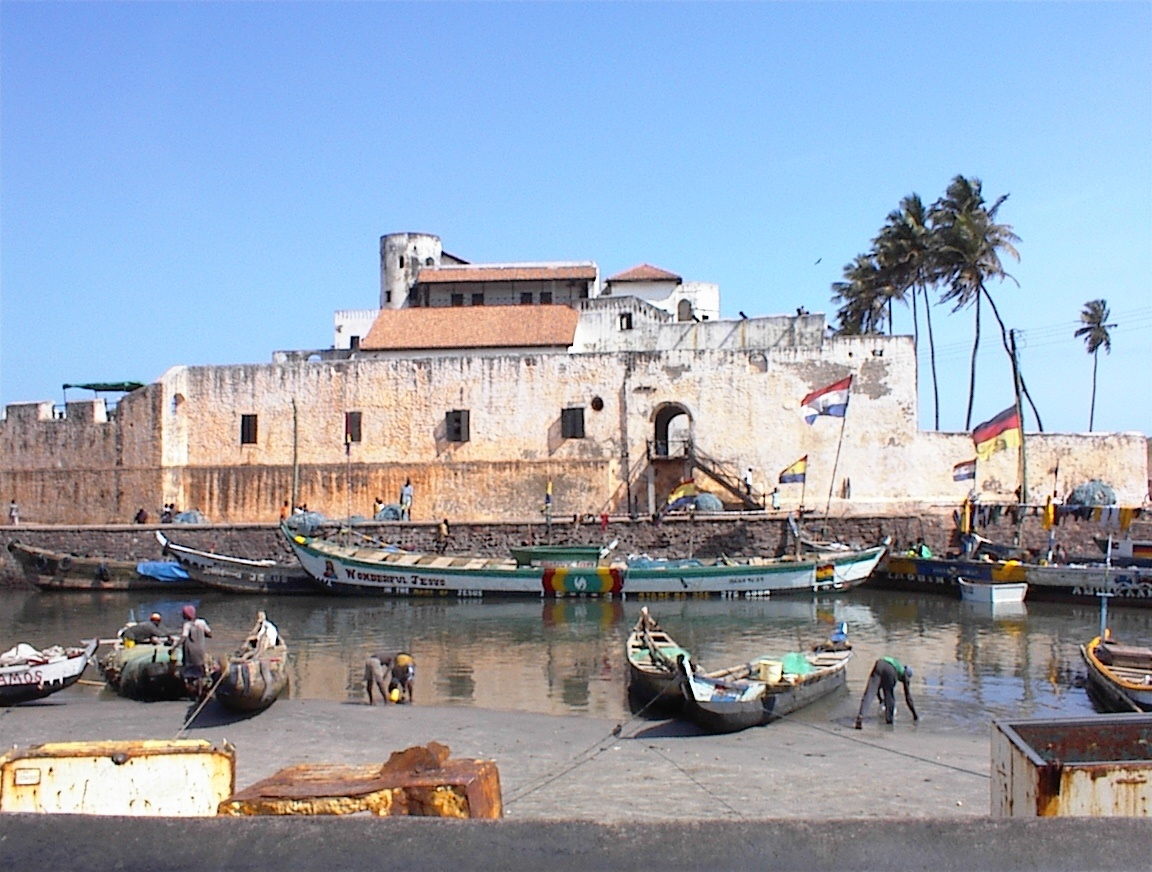
دژ المینا در غنا آغاز ساخت ۱۴۸۲
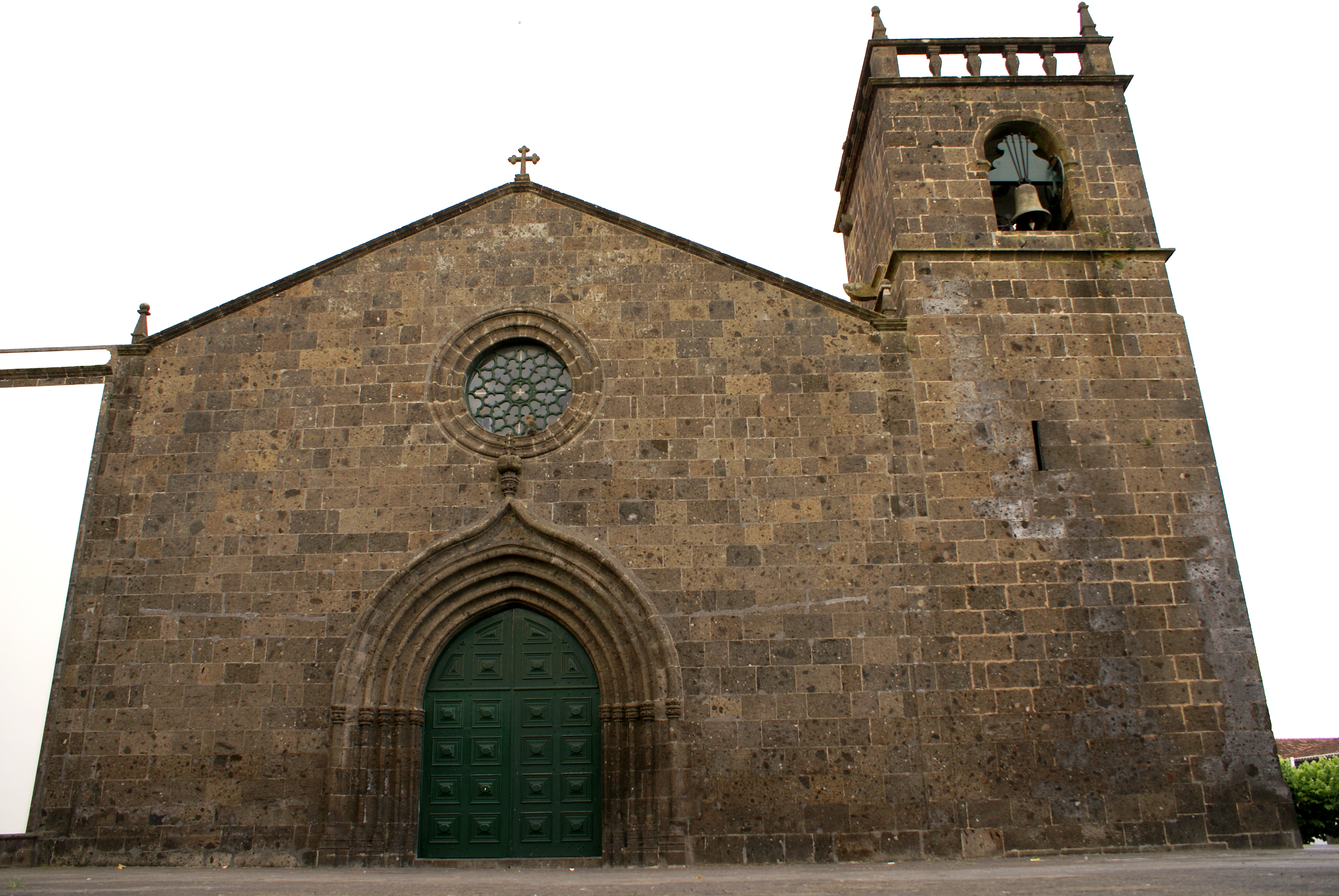
کلیسای سانتو میخل ارکانیو آغاز ساخت ۱۴۶۰

## قرن شانزدهم میلادی

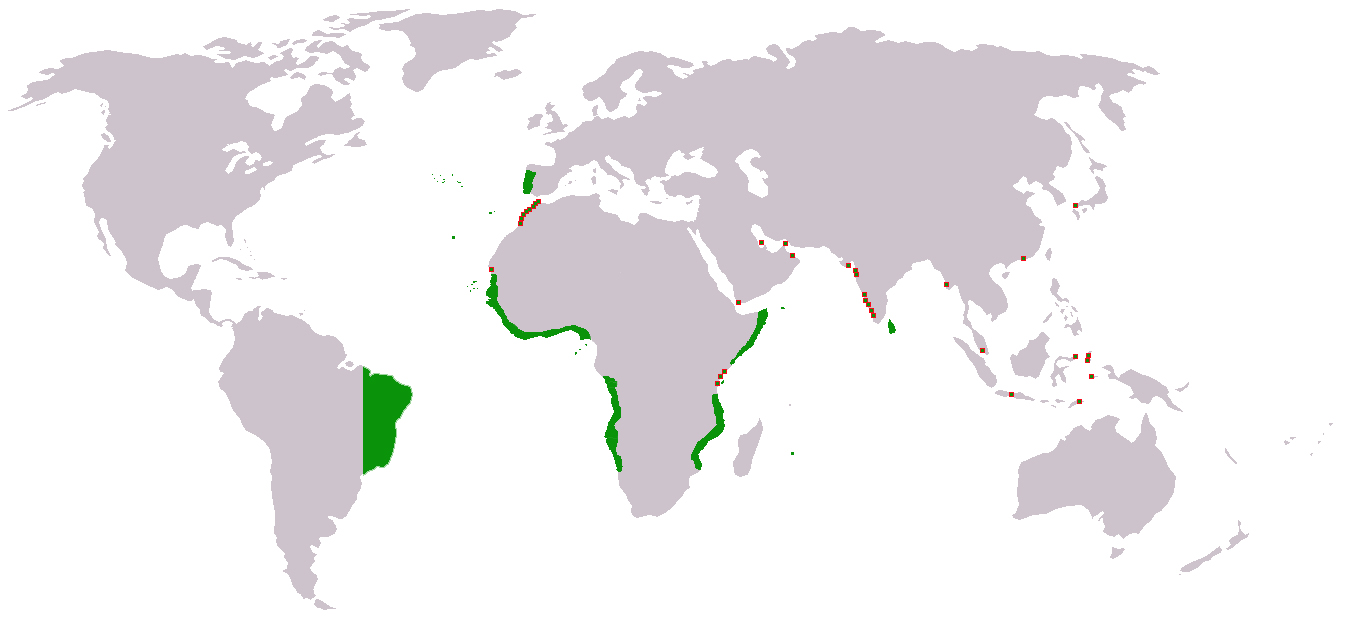
امپراتوری پرتغال در انتهای قرن شانزدهم

در قرن شانزدهم میلادی امپراتوری پرتغال بزرگترین و عظیم‌ترین امپراتوری استعماری و مهمترین دولت اروپایی بود. مثل قرن بیش، معماری استعماری پرتغال در این قرن با هدف حداکثر کردن کاربردی بودن ساخته می‌شد، ولی بر خلاف قرن گذشته به اصول زیبایی‌شناختی نیز توجه می‌شد و این اصول برای کاربردی ساختن بناها کنار گذاشته نمی‌شدند. این کشمکش بین کاربردی بودن و زیبایی به شاخصهٔ اصلی رنسانس پرتغال بدل شد.
ابنیه نظامی در این زمان قلاع عظیم و تأثیرگذاری بودند. در این قرن برای نخستین بار کاخ‌ها و خانه‌های اشرافی برای فرمانروایان مستعمراتی پرتغالی ساخته شد. نمونهٔ بارز قلعه نظامی‌ای که در خود کاخی هم دارد قلعه ریس ماگوس در ناتال برزیل است. این قلعه در منطقه‌ای استراتژیک واقع شده و نمای خارجی ساده و خشکی دارد اما نمای داخلی کاخ آن به شکلی مناسب تزئین شده‌است.
در این قرن معماری مذهبی پرتغال به‌شکلی شگفت گسترش یافت. ثروت بسیار این امپراتوری که از راه تجارت ادویه بدست می‌آمد سوخت عطش مذهبی تاریخی برای مسیحی‌کردن غیرمسیحیان بود. انگیزیسیون پرتغالی در این قرن باعث شد دادگاه‌های بسیاری در مستعمرات این کشور به‌ویژه در هند برپا شود. کلیسای جامع گوا در شهر قدیم گوای هند نمونه‌ای از آثار عظیم معماری استعماری پرتغالی است که برای به نمایش گذاردن تسلط مسیحیت و پرتغال در این منطقه برپا شده بود.

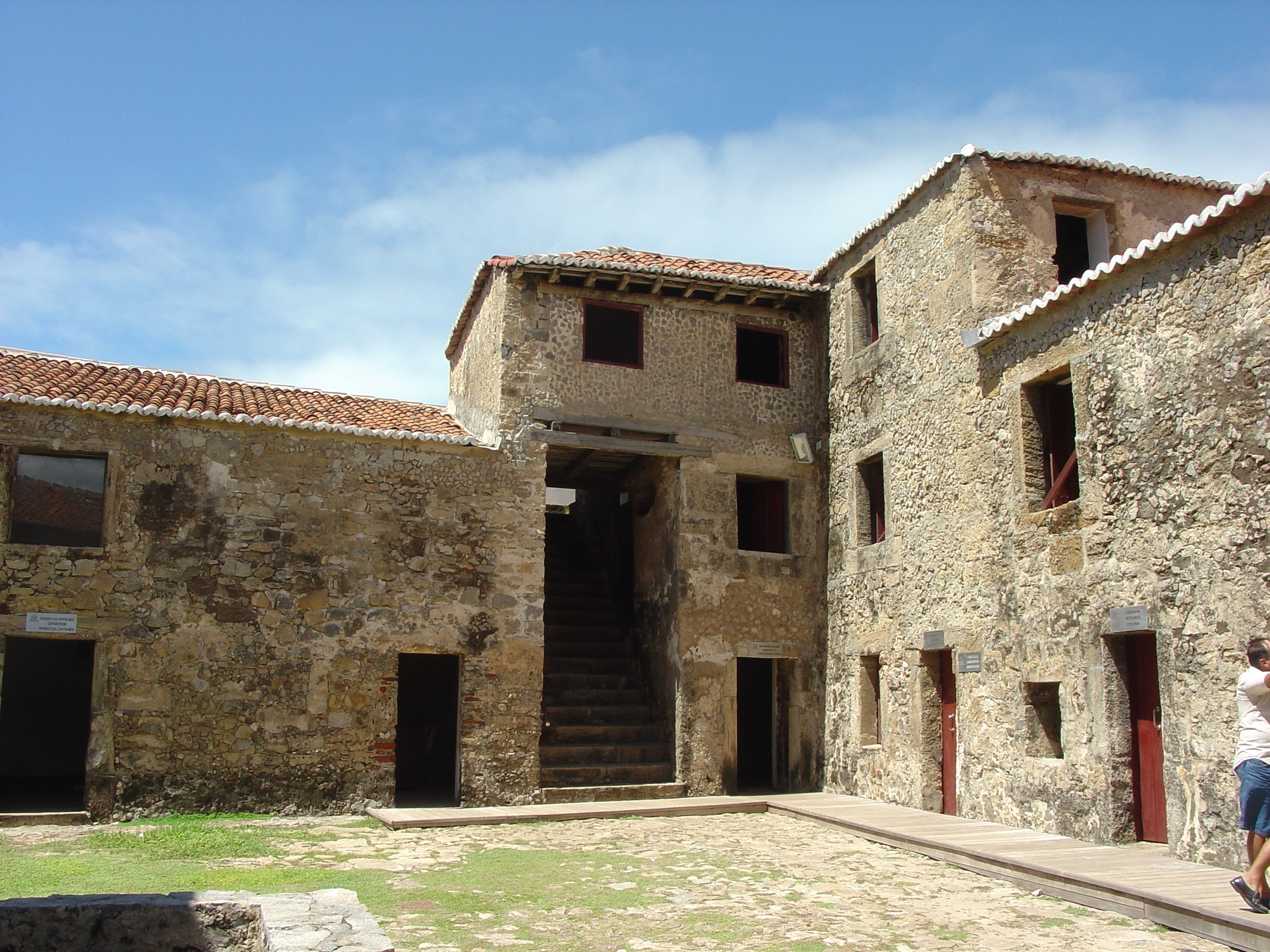
قلعه ریس ماگوس برزیل سال آغاز ساخت ۱۵۹۸
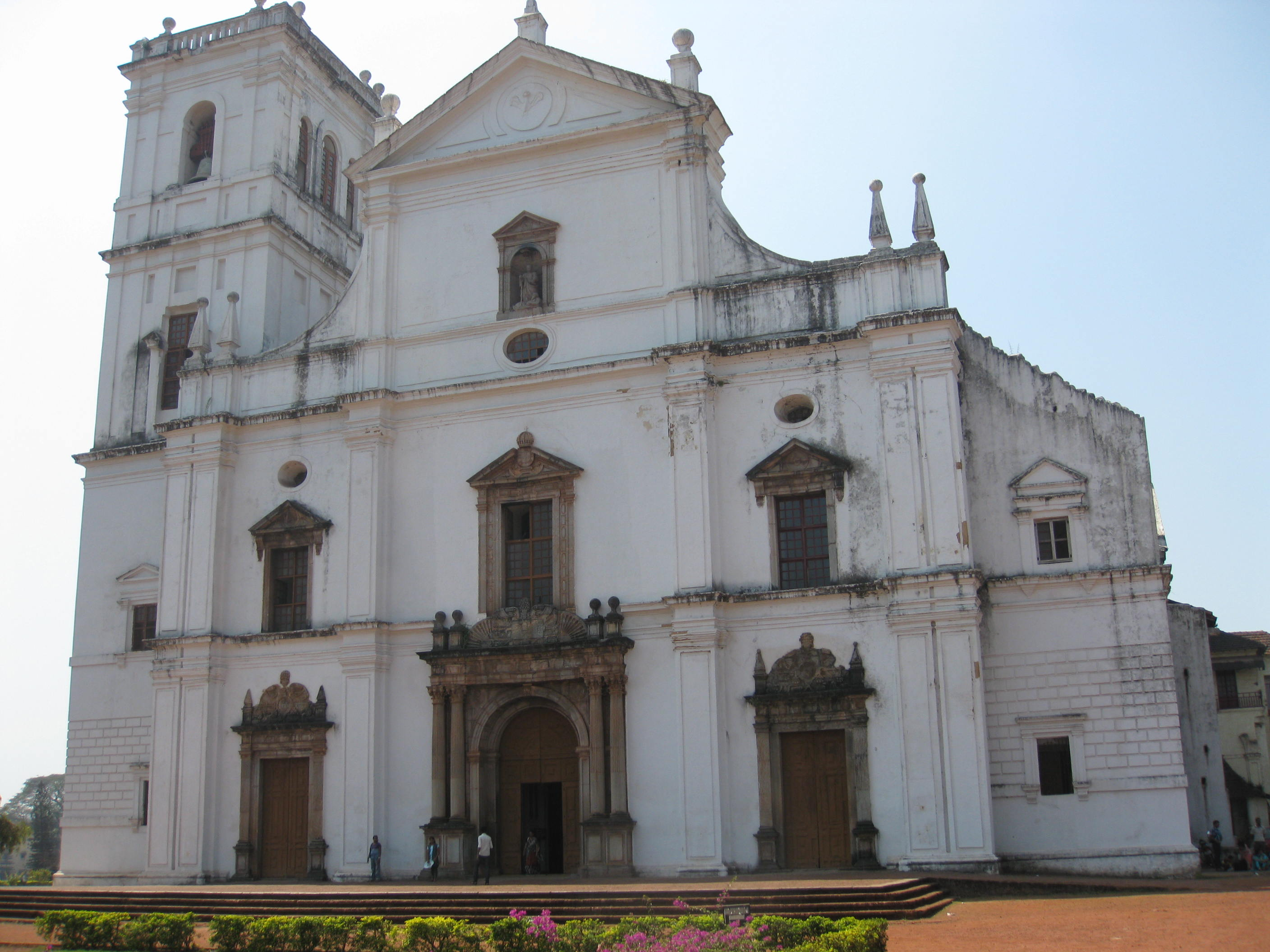
کلیسای جامع گوای هند سال آغاز ساخت ۱۵۱۰
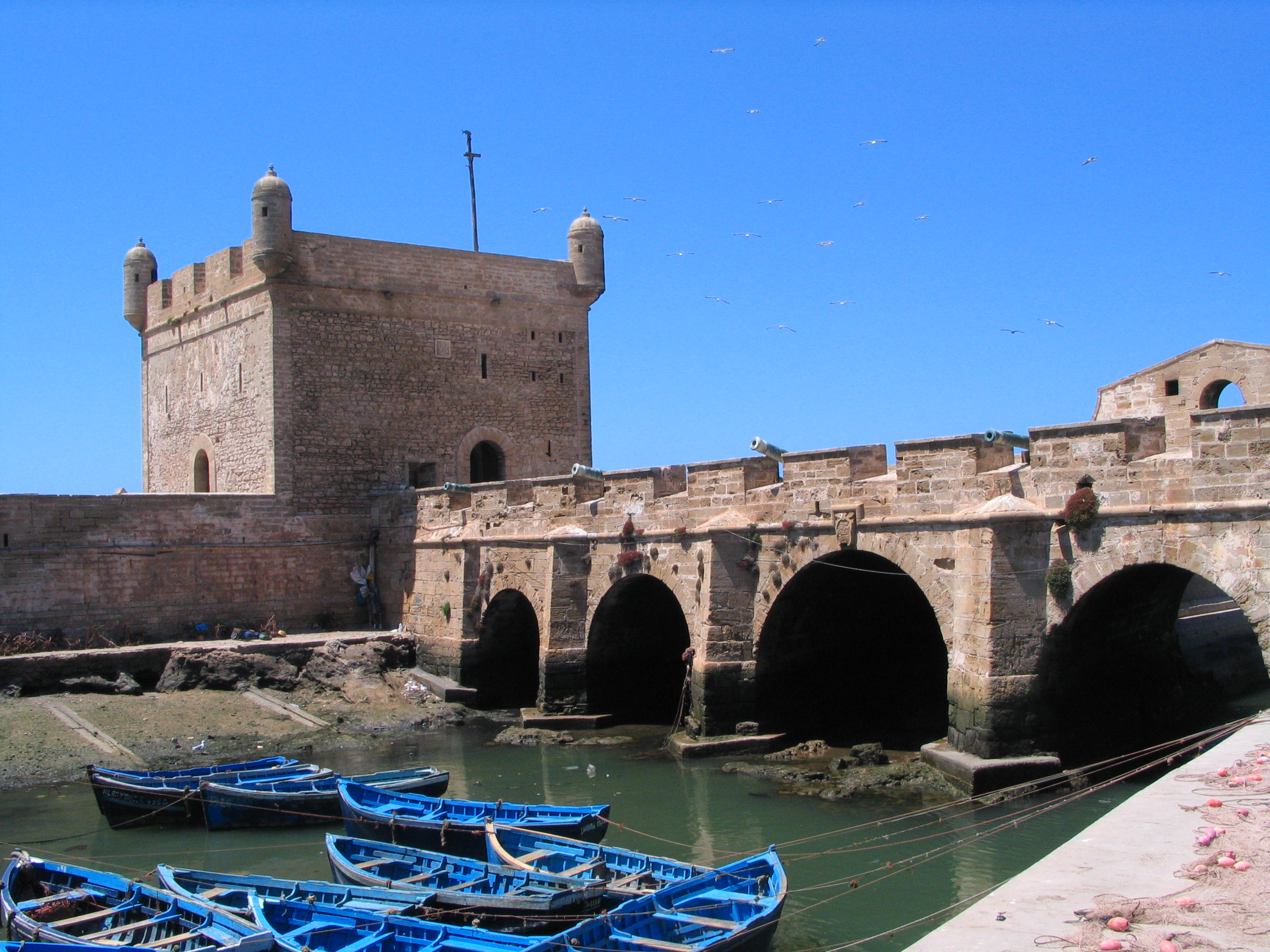
قلعه صویره سال آغاز ساخت ۱۵۰۶
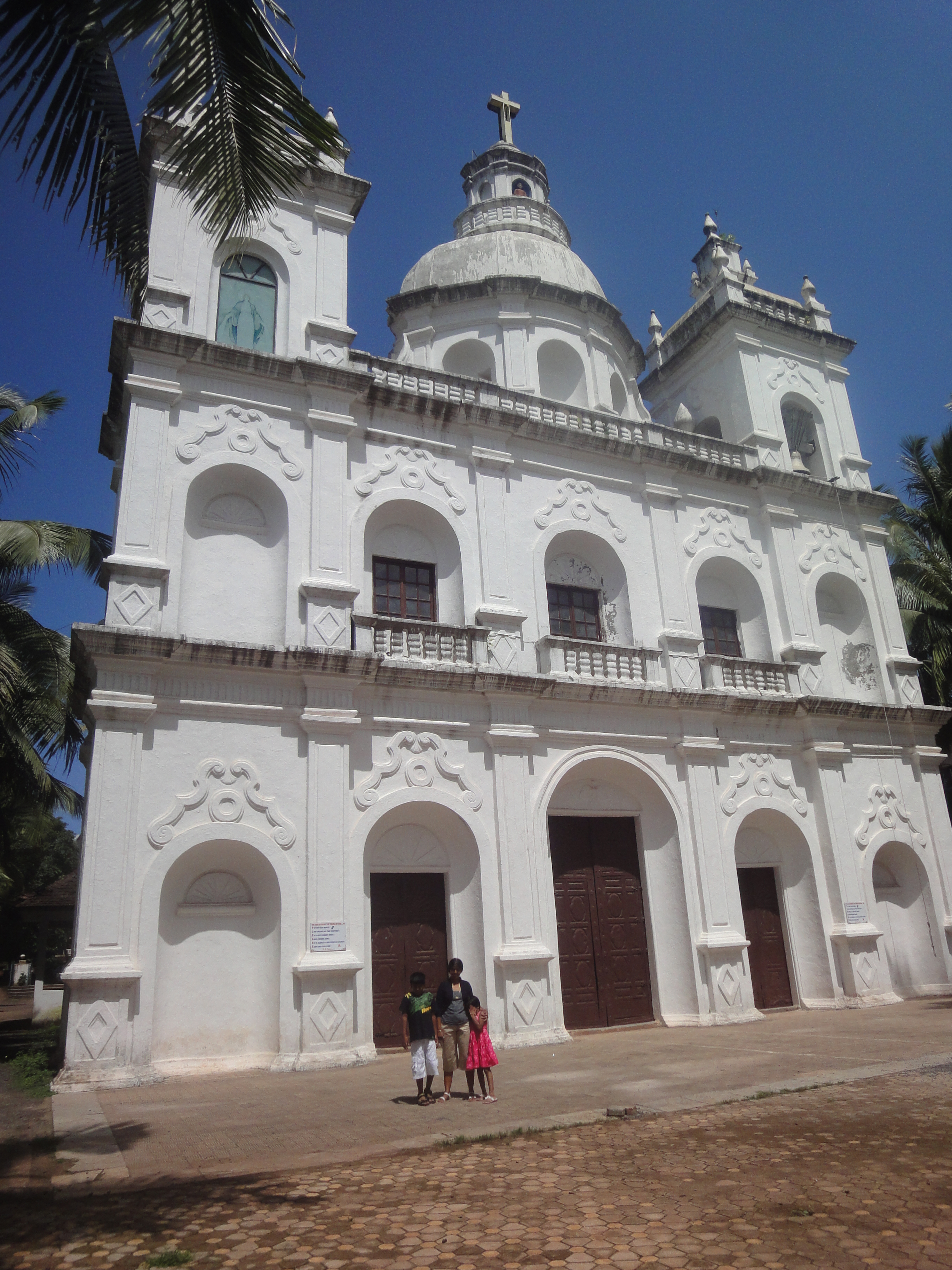
کلیسای سائو فرانسیسکوی هند سال آغاز ساخت ۱۵۱۷
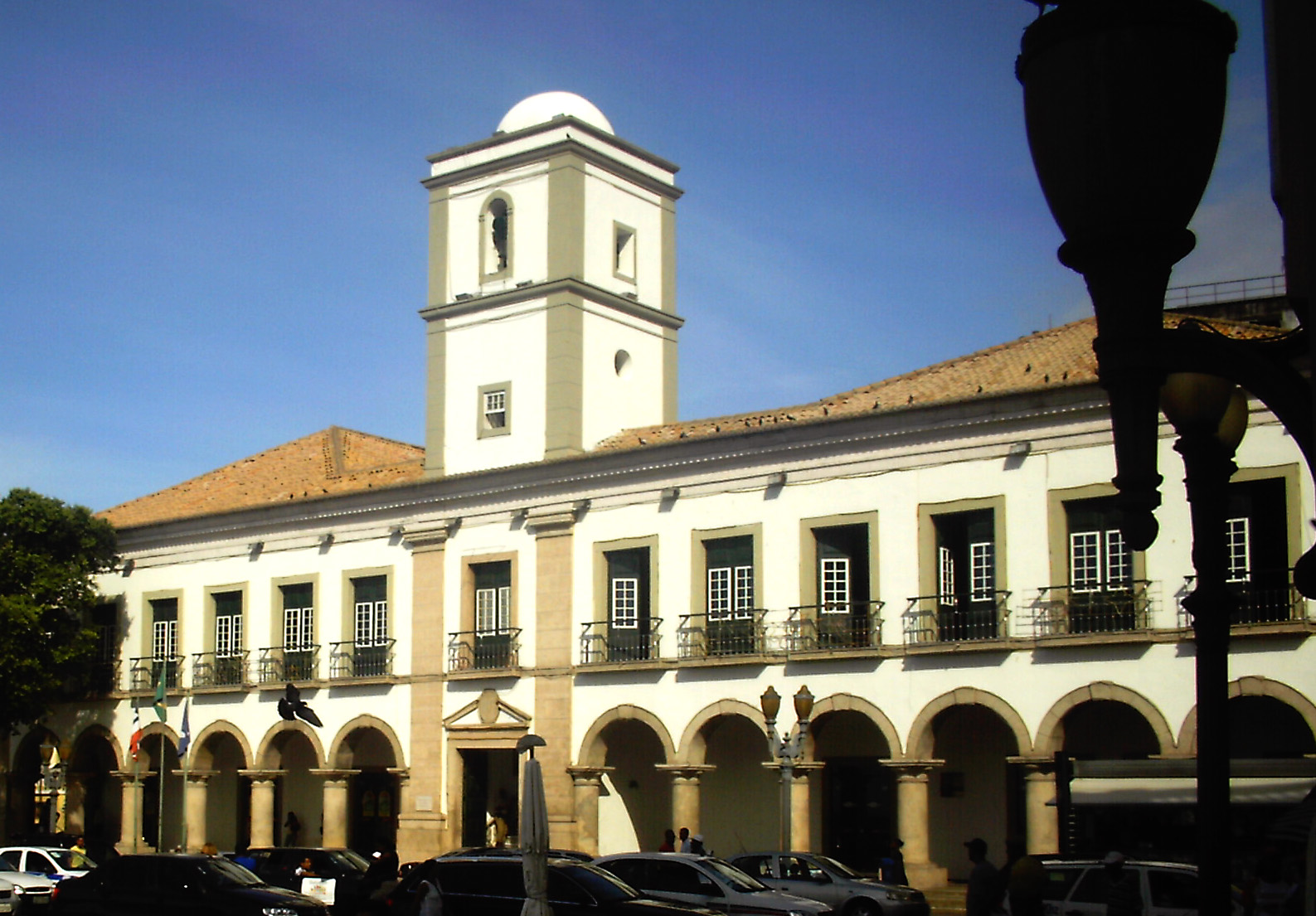
کاخ شهرداری سالوادور، باهیا سال آغاز ساخت  ۱۵۴۹
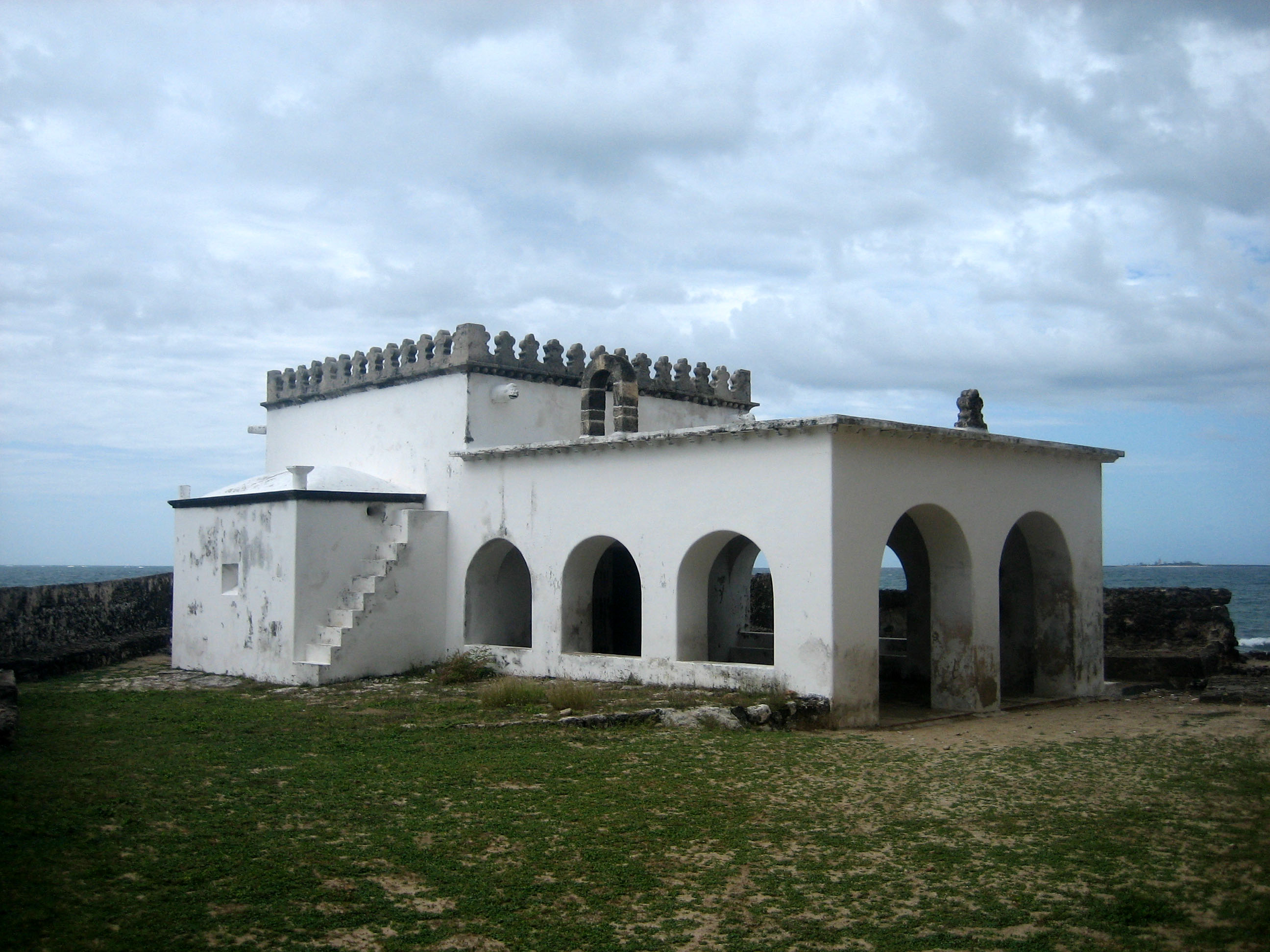
نمازخانه باوارته در موزامبیک سال آغاز ساخت ۱۵۲۲
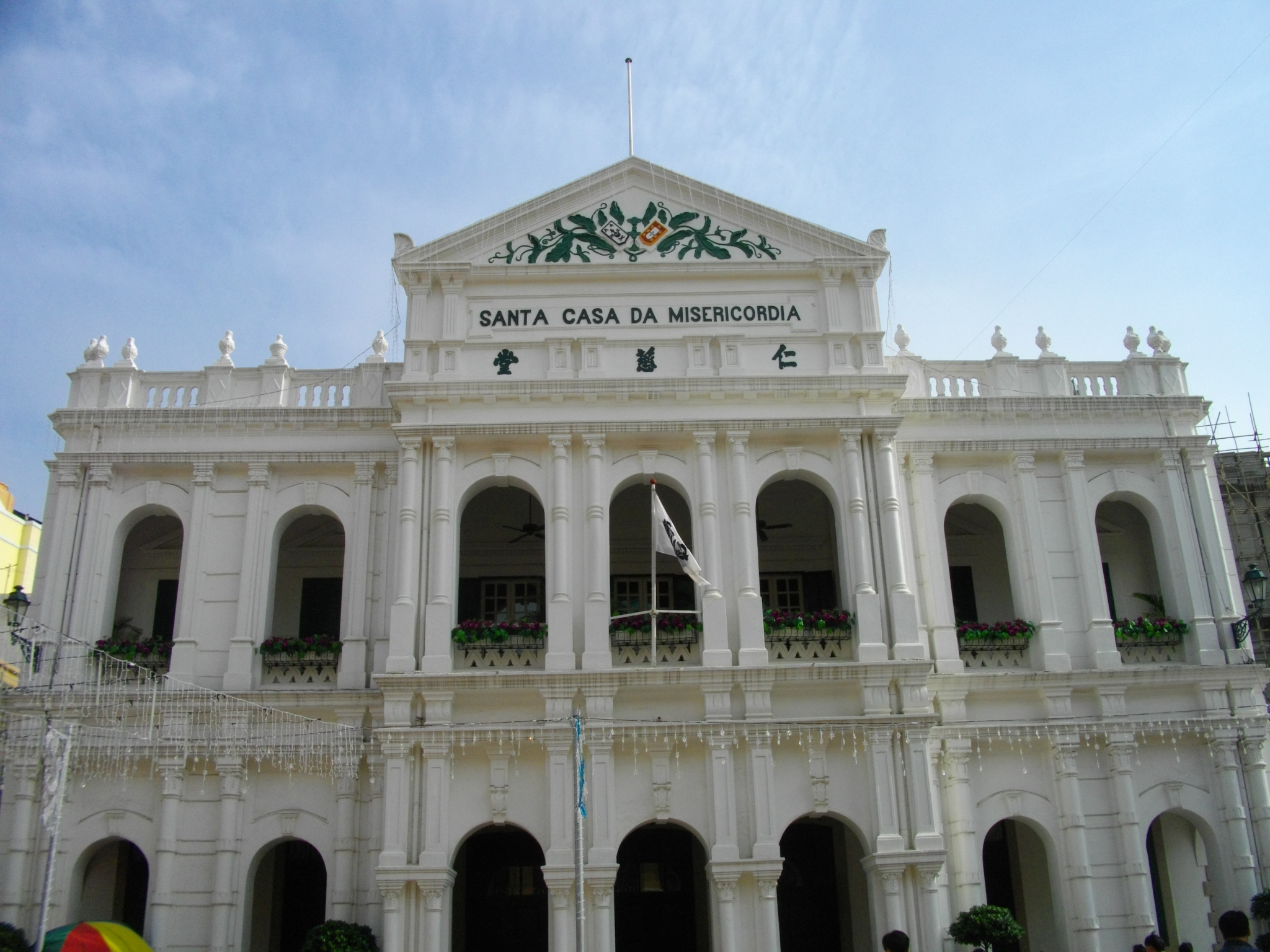
کاه میسریکوردیا در ماکائو سال آغاز ساخت  ۱۵۶۹

## قرن هفدهم میلادی

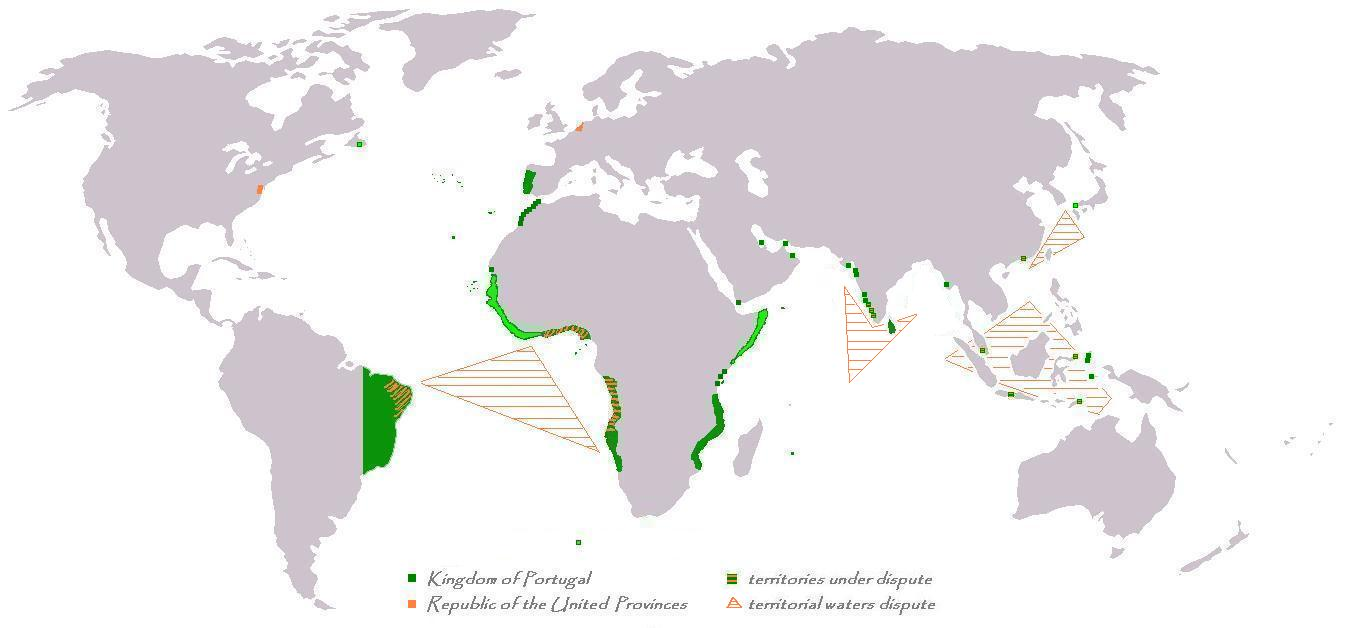
امپراتوری پرتغال در انتهای قرن هفدهم

پرتغال قرن هفدهم را به گسترش تدریجی و رقابت با دیگر قدرت‌های استعماری اروپا گذراند. به علت جنگ‌ها و عملیات‌های نظامی پرشمار پرتغال در این دوران (از جمله جنگ هلند و پرتغال)، معماری نظامی استعماری پرتغال با اصول علمی و خردگرایی عصر روشنگری و با هدف غلبه بر سلاح‌های نوین گسترش یافت. قلعه و حصار کولونیا دل ساکرامنتو نمونهٔ این استحکامات نظامی هستند. شیوهٔ عمدهٔ این ابنیه از معمری باروک الهام‌گرفته بود.
درگیری‌های بسیار پرتغال در این قرن باعث شد عطش و جزم‌گرایی مذهبی برای توجیه کردن اعمال این امپراتوری رشد یابد. معماری مذهبی این قرن پرتغال صحنهٔ گذار از تکلف‌گرایی به معماری روان باروک بود. نمونهٔ بارز این آثار کلیسای سائو کاتانو در هند است که مانند دیگر آثار مذهبی پرتغال در این قرن برای به نمایش گذاشتن پرستیژ و ثروت پرتغال به شکل متجمل و غالباً در شیوهٔ باروک ساخته شده‌اند.

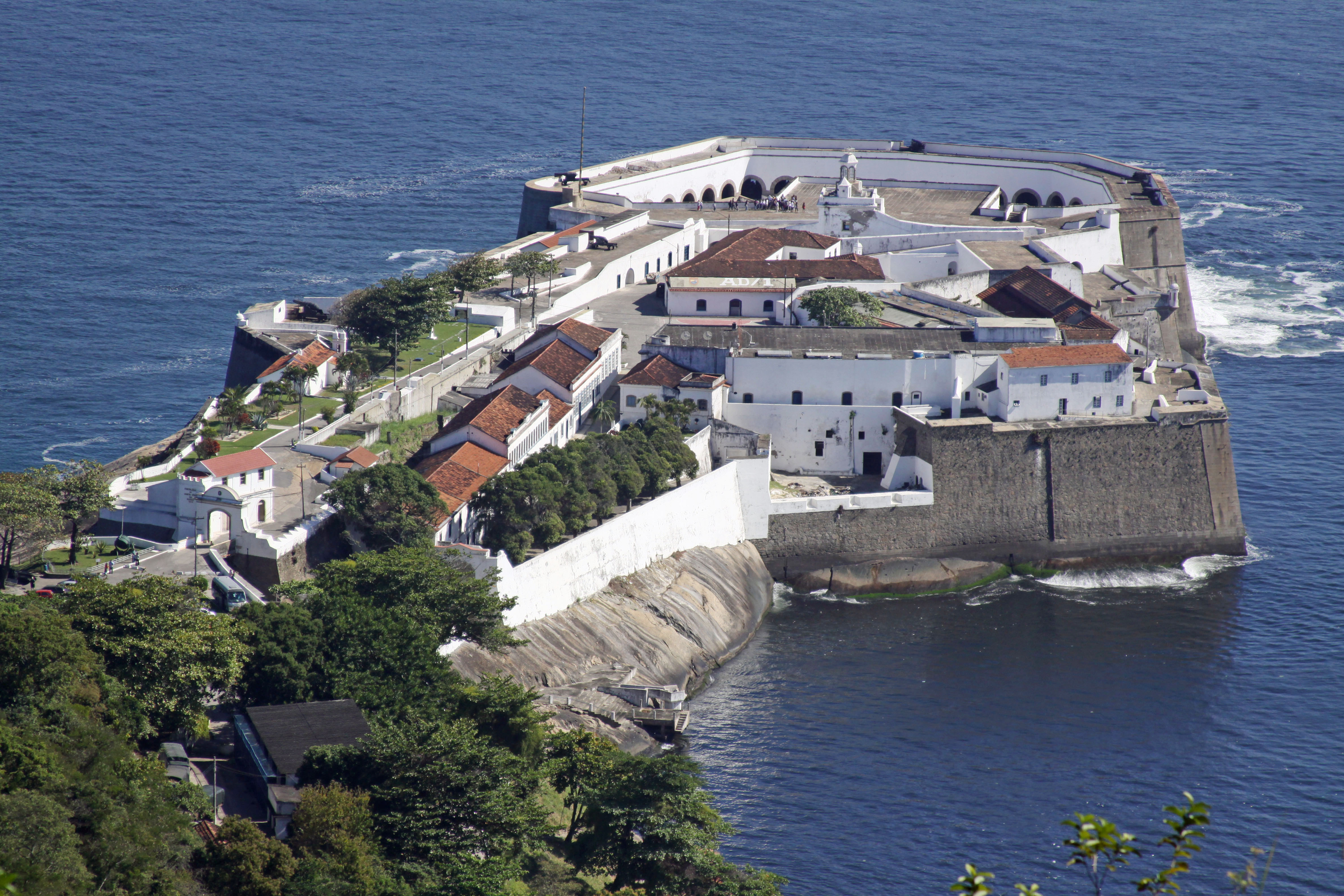
قلعه کروز دا بارا در برزیل سال آغاز ساخت ۱۶۱۲
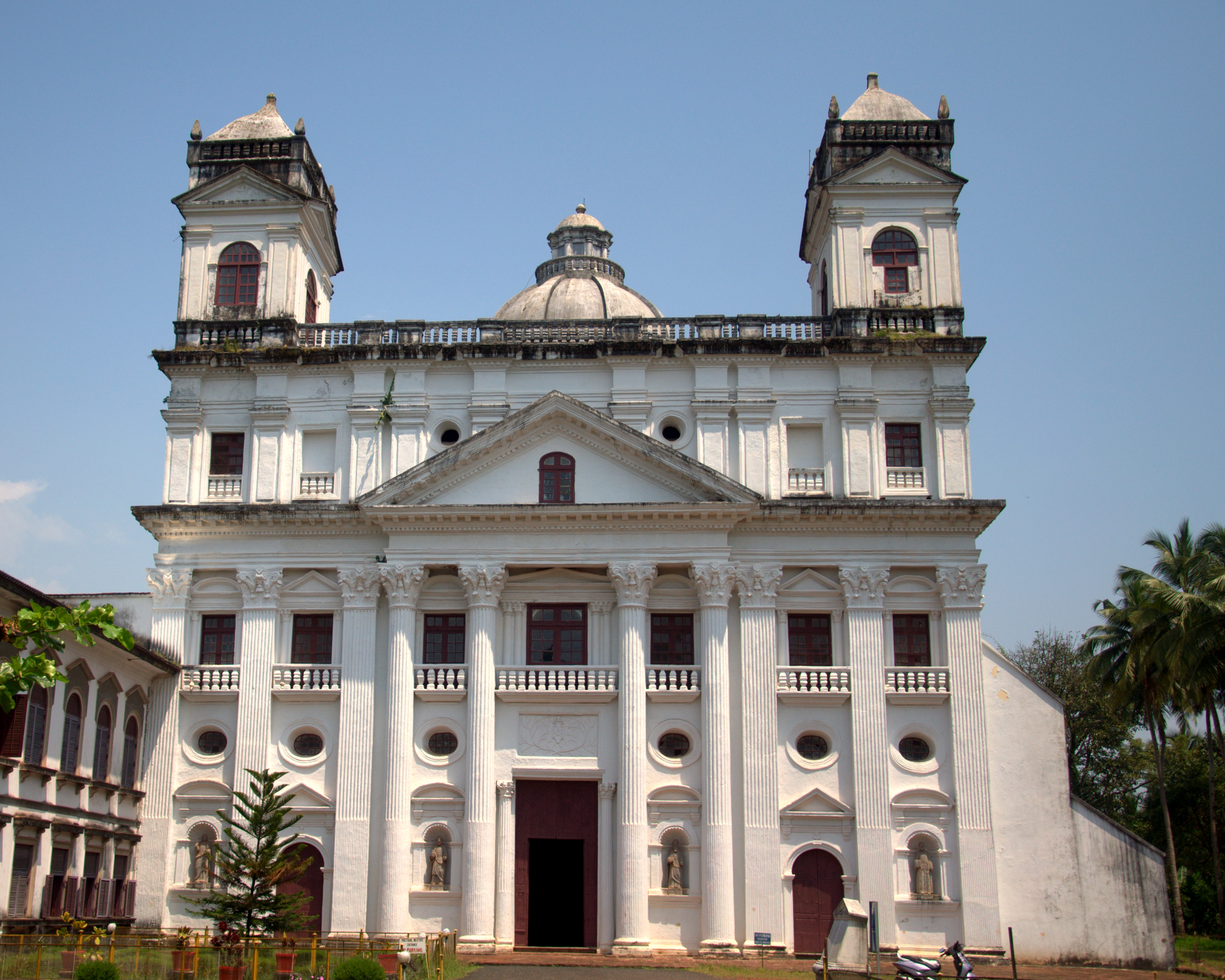
کلیسای سائو کاتانو در هند  سال آغاز ساخت  ۱۶۳۹
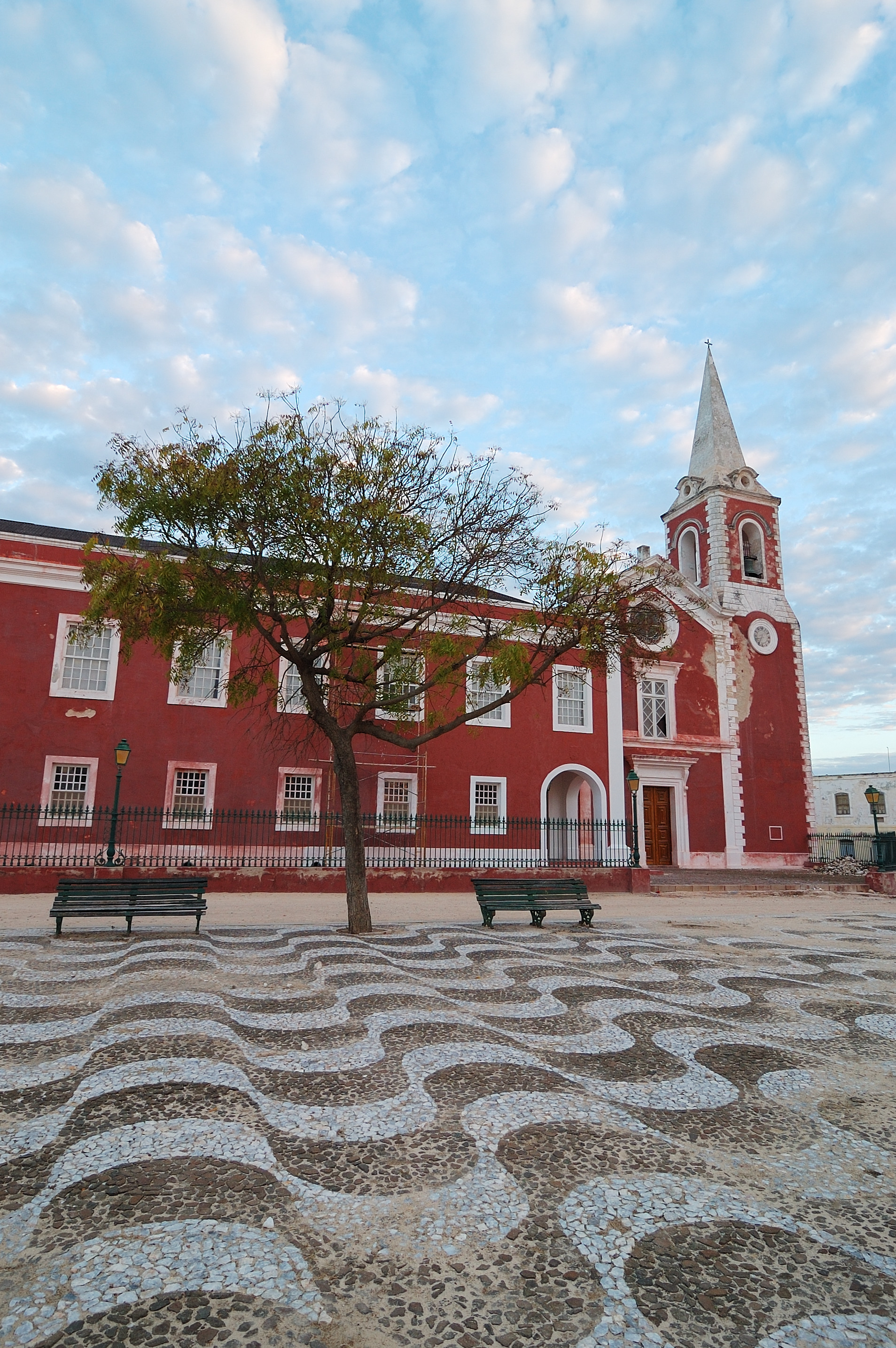
قصر فرماندار موزامبیک  سال آغاز ساخت ۱۶۱۹
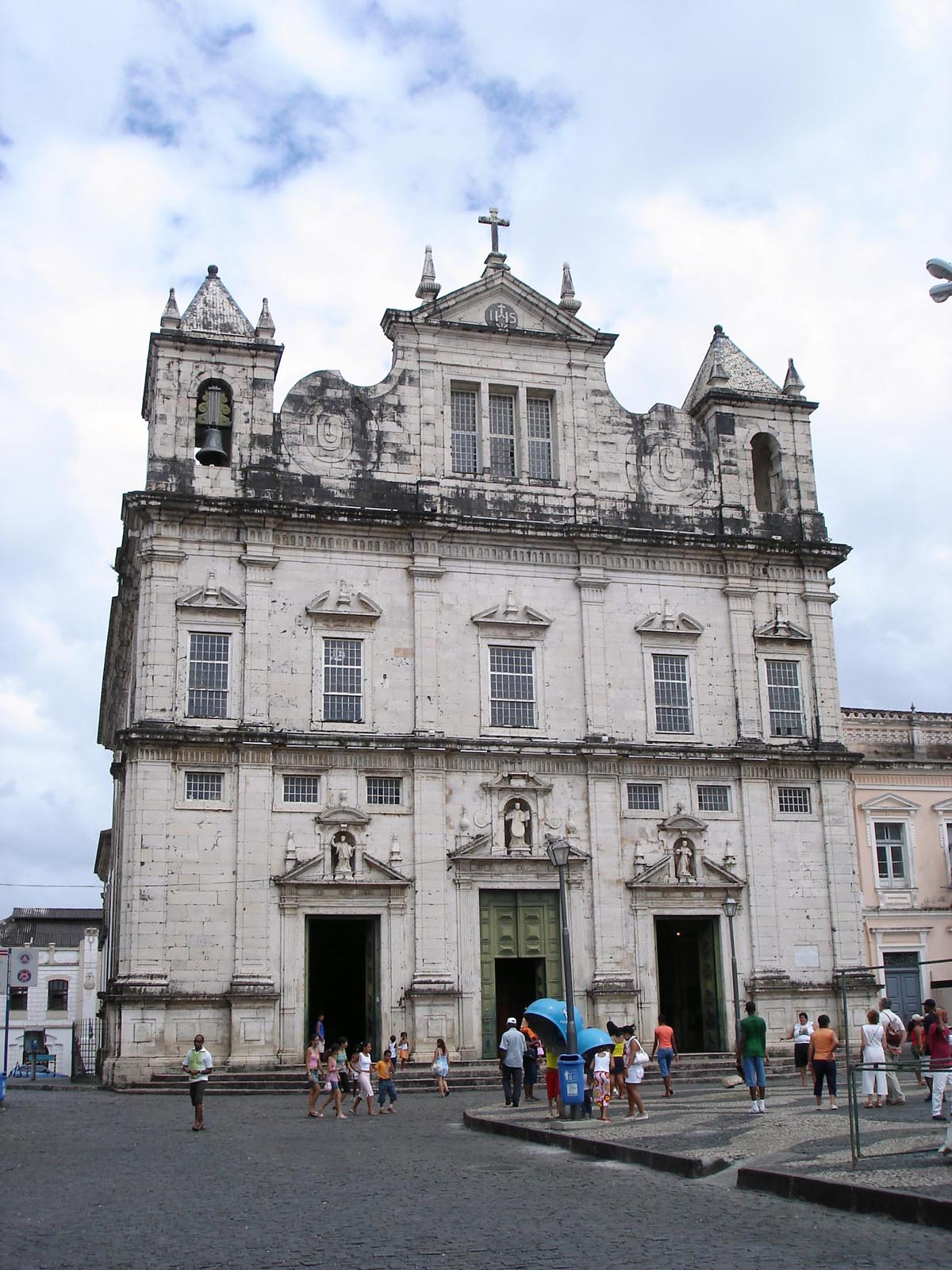
کلیسای جامع سالوادور  سال آغاز ساخت ۱۶۷۶
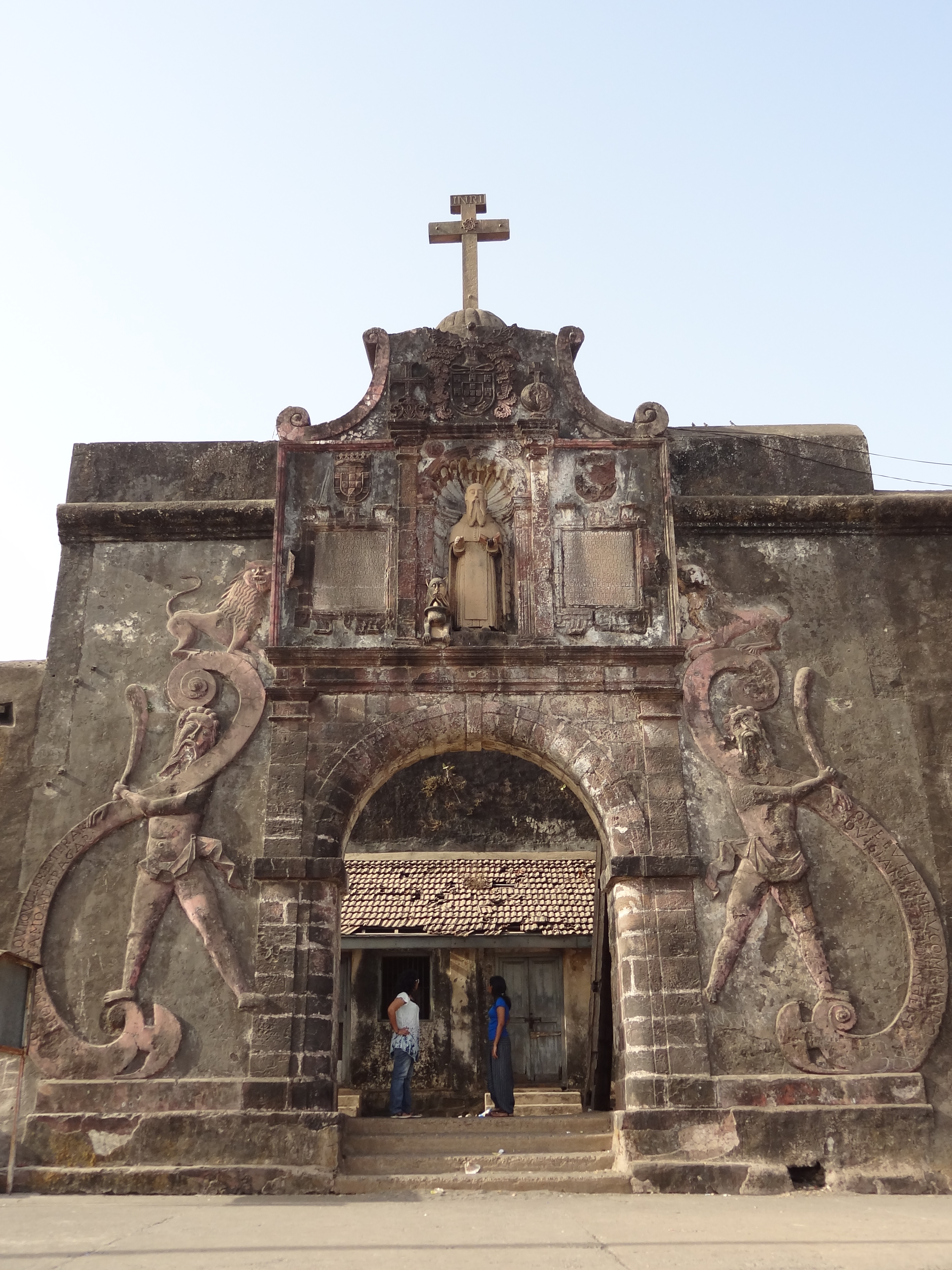
قلعه سائو جرونیمو هند  سال آغاز ساخت ۱۶۱۴
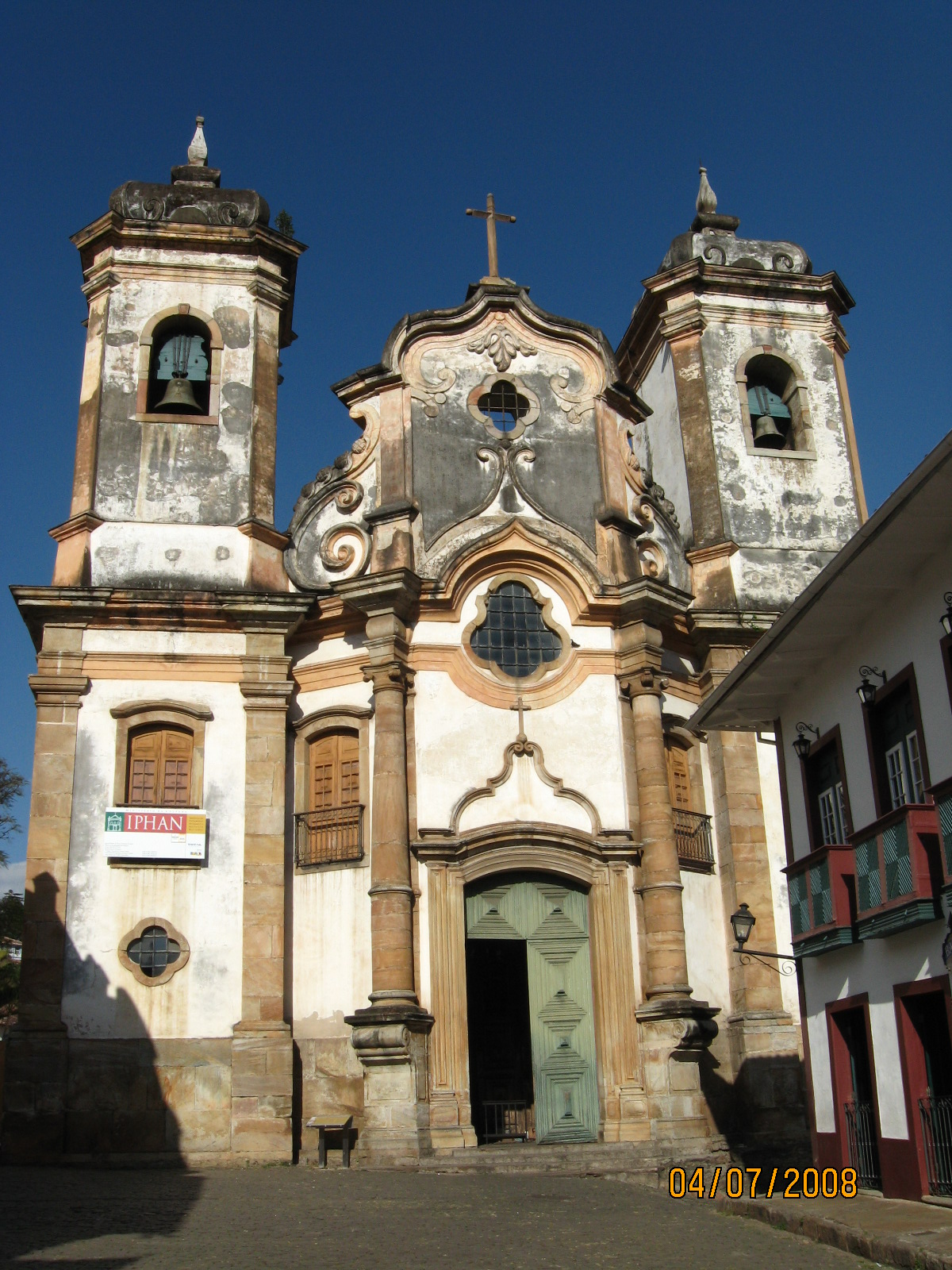
کلیسای دوپیلار برزیل  سال آغاز ساخت ۱۶۹۶
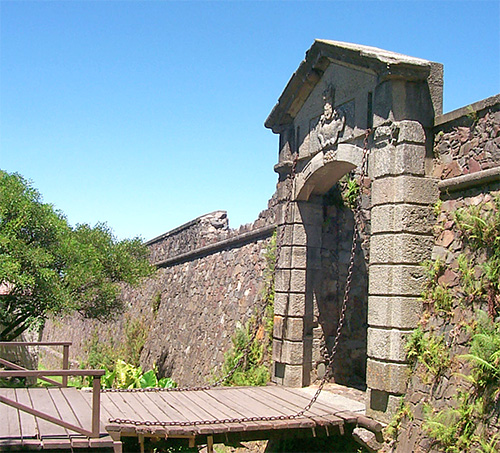
قلعه کولونیا دل ساکرامنتو اروگوئه  سال آغاز ساخت ۱۶۸۰
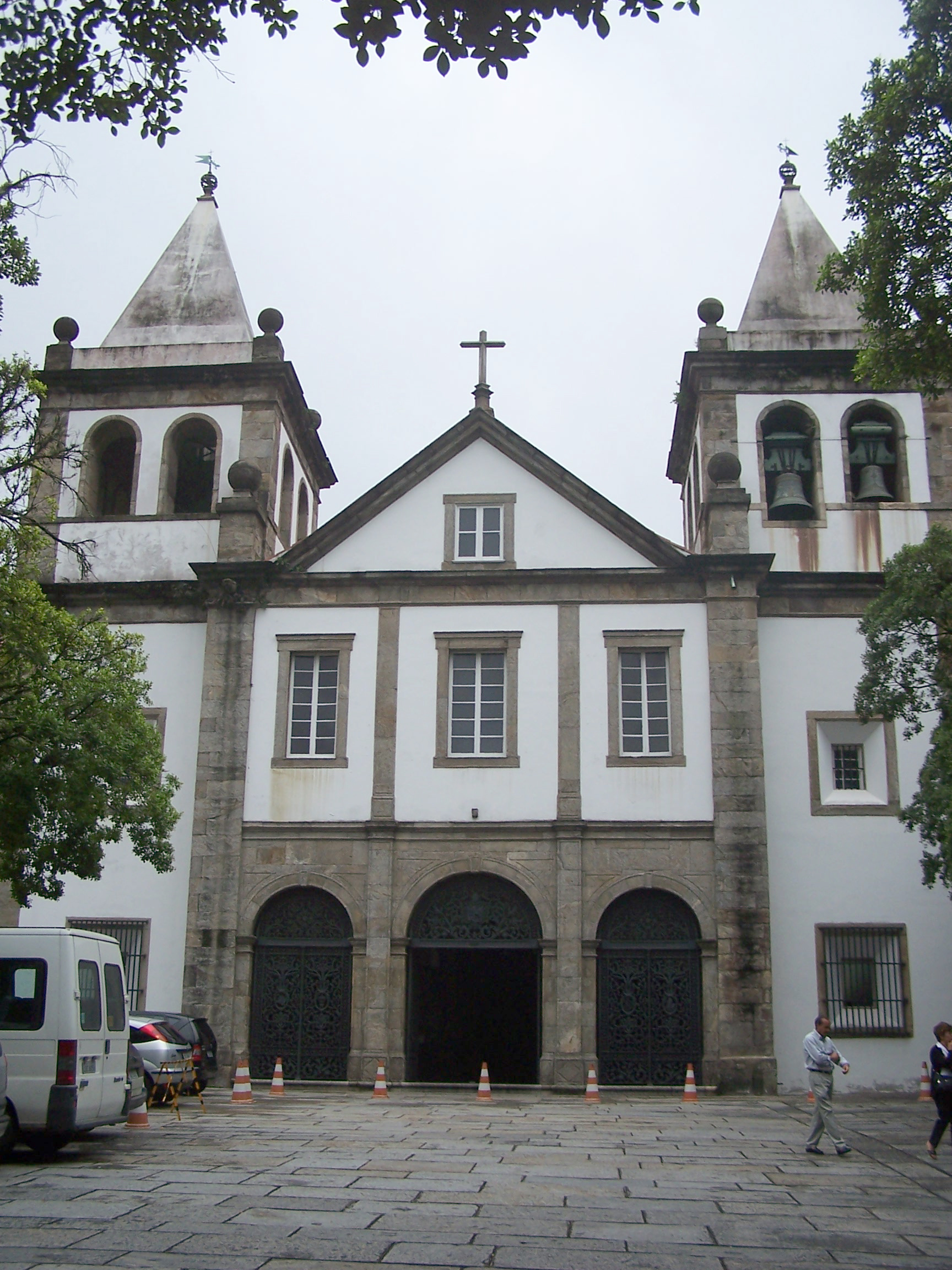
صومعه سائو بنتو برزیل  سال آغاز ساخت ۱۶۳۳

## قرن هجدهم میلادی

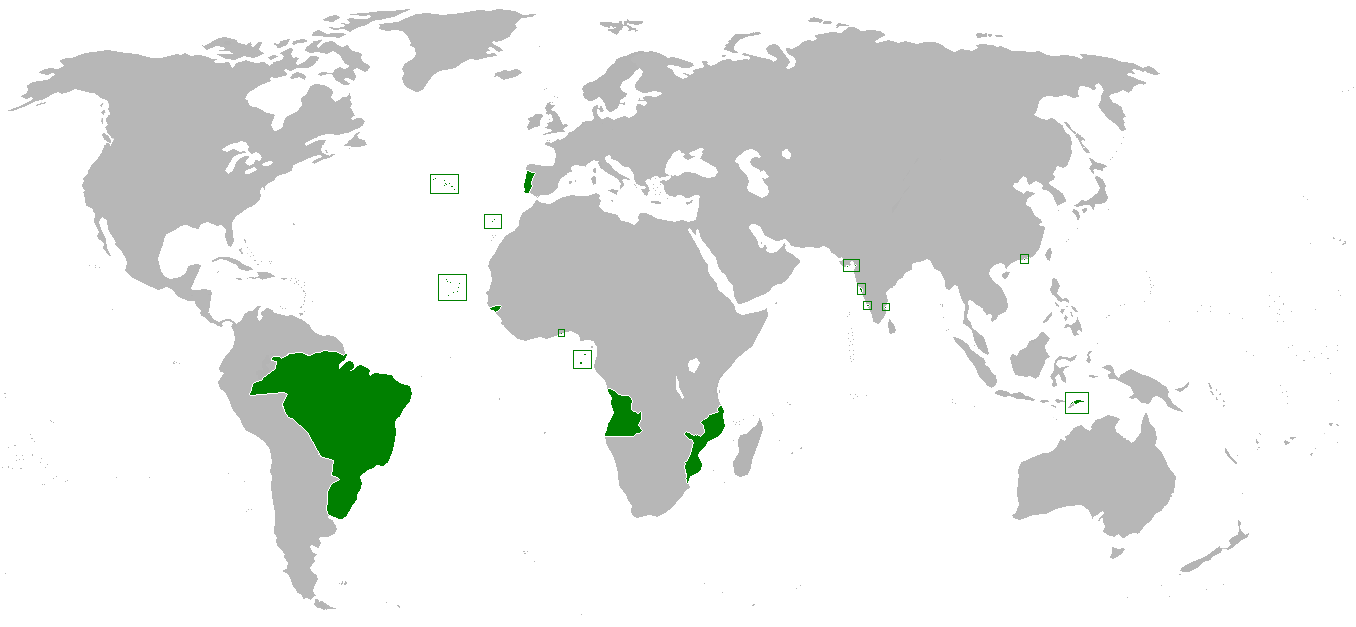
امپراتوری پرتغال در انتهای قرن هجدهم

در قرن هجدهم امپراتوری پرتغال با گسترش عظیم مستعمراتش روبرو بود. با این‌حال زمین‌لرزه ۱۷۵۵ لیسبون خسارت وحشتناکی به پایتخت این امپراتوری وارد آورد و این امر تأثیر بسیاری بر معماری آن گذارد.
معماری شهری علم‌گرا در مستعمرات پرتغال در این قرن به‌کار گرفته شد و شیوهٔ باروک شمال پرتغال که از پورتو نشأت می‌گرفت به رایج‌ترین شیوه بدل شد. با کشف طلا و الماس در مستعمرات آمریکای جنوبی، این مستعمرات اهمیت بسیاری یافتند و سکونت‌گاه‌های پرشماری در آن‌ها ساخته شد. قدیمی‌ترین پارک عمومی قاره آمریکا در ۱۷۷۰ در پاسیو پابلیکو ساخته شد. نمونهٔ بارز معماری این زمان کاخ فرمانروای برزیل در ریو دو ژانیرو است که در ۱۷۳۸ ساخته شد. این بنا نمای خارجی سفید و شسته‌ای دارد که با پنجره‌ها و دروازه‌های سنگ خاکستری باروک تکمیل شده‌است.
کلیساهای مستعمراتی در این قرن در به کار گرفتن شیوهٔ باروک و تزئینات تجملاتی را به‌سرحد خود رساندند.

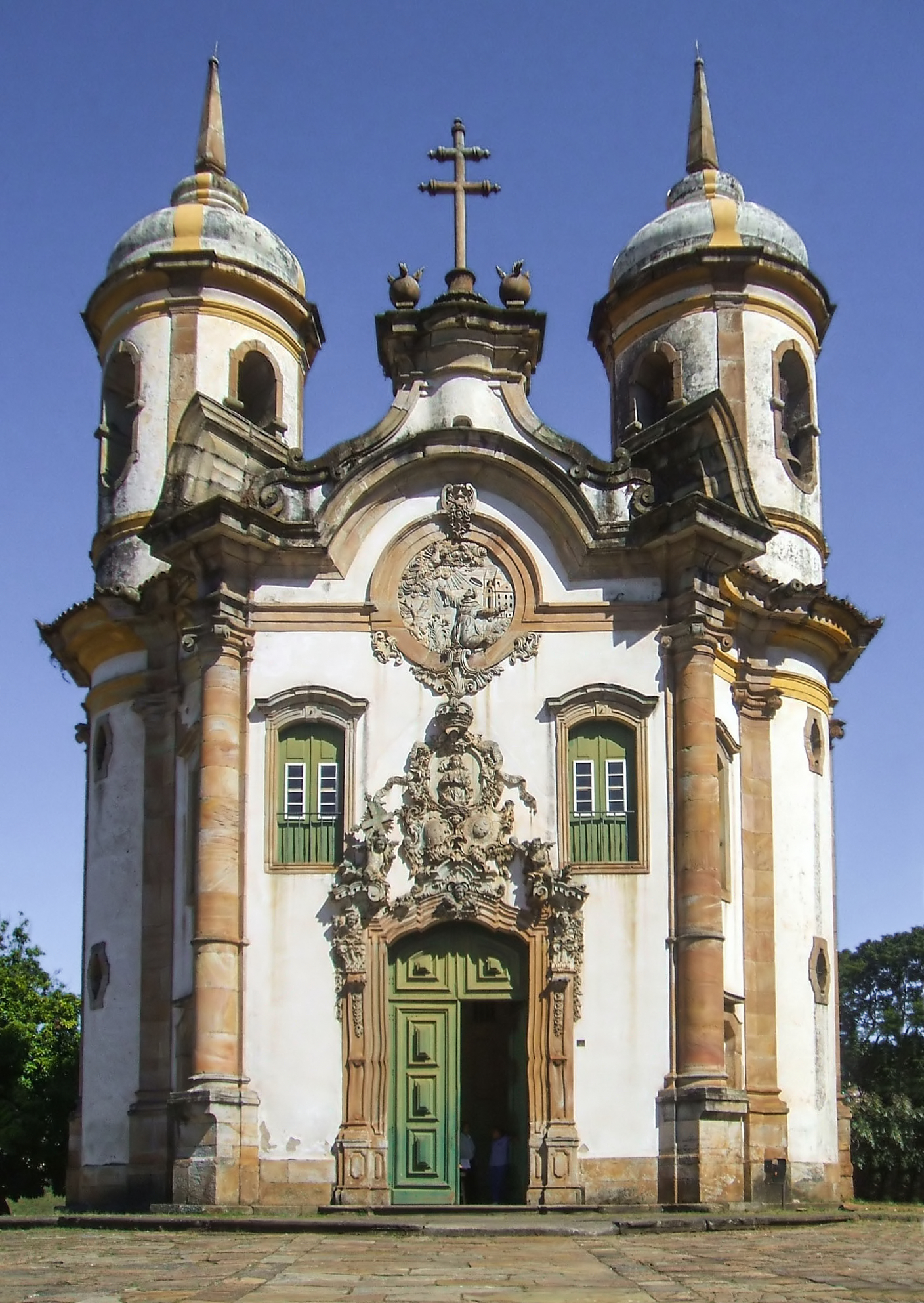
کلیسای سان فرانسیسکوی برزیل سال ساخت ۱۷۶۶
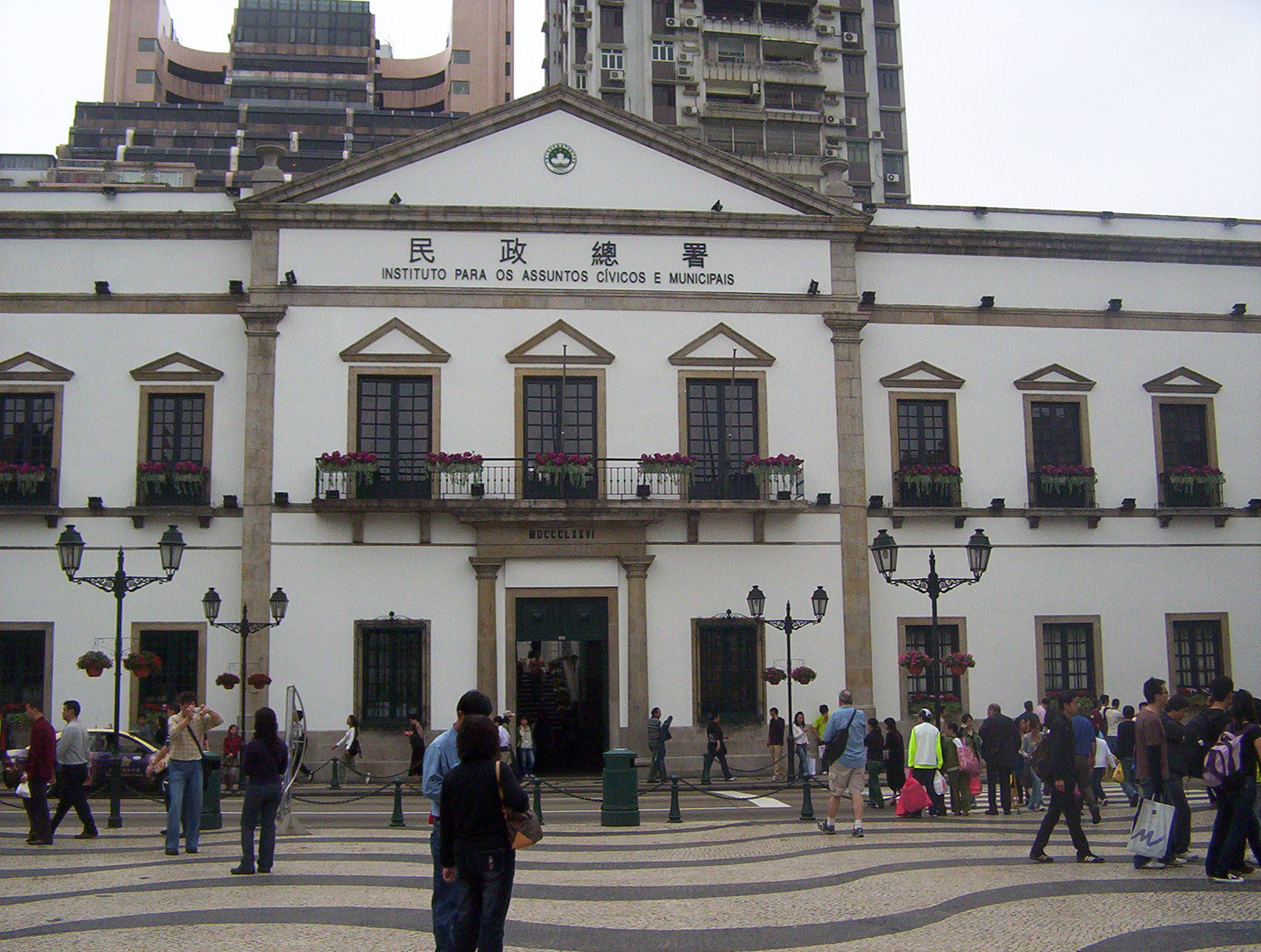
ساختمان سنادو ماکائو سال ساخت۱۷۸۴
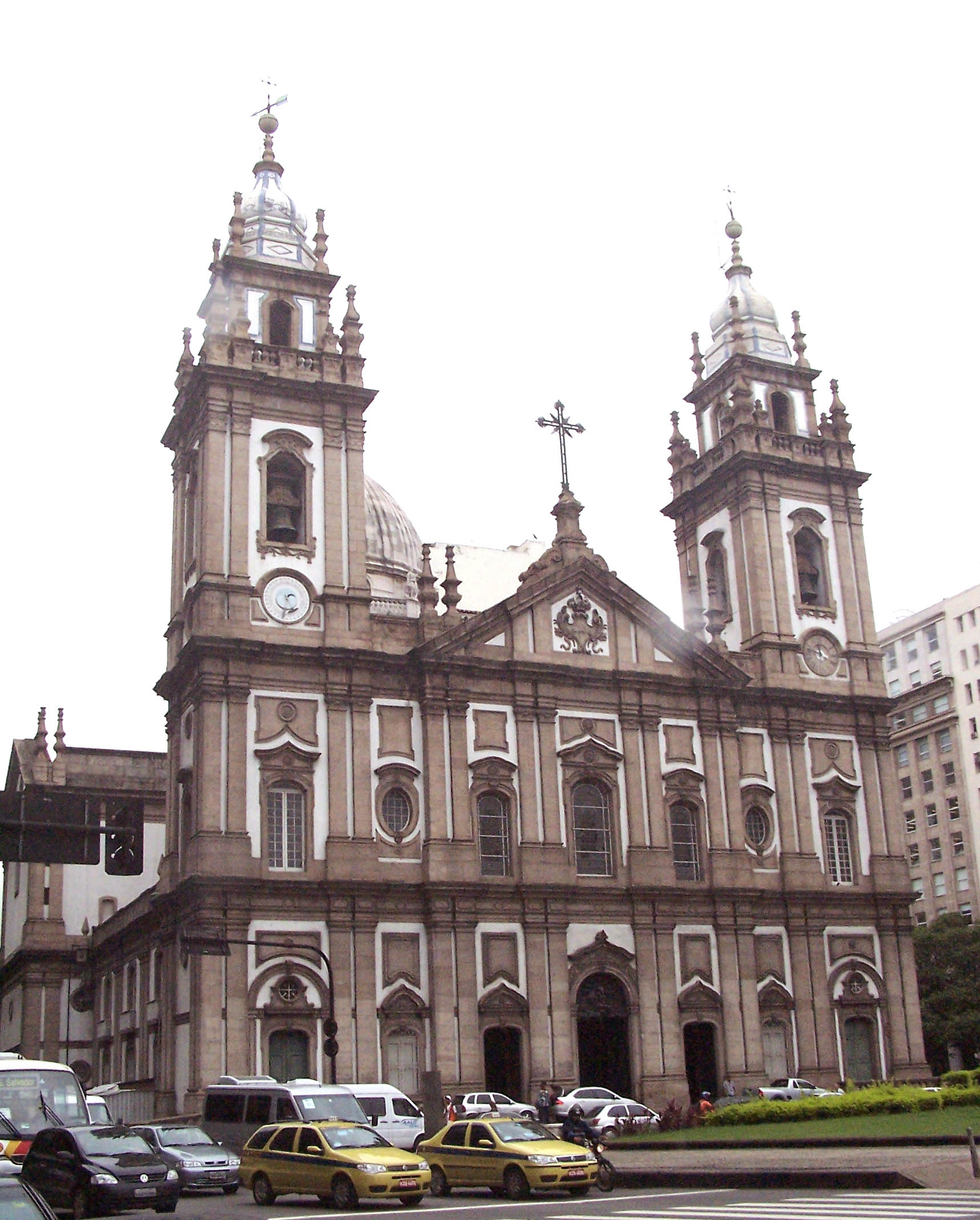
کلیسای کاندلاریا سال ساخت ۱۷۷۵
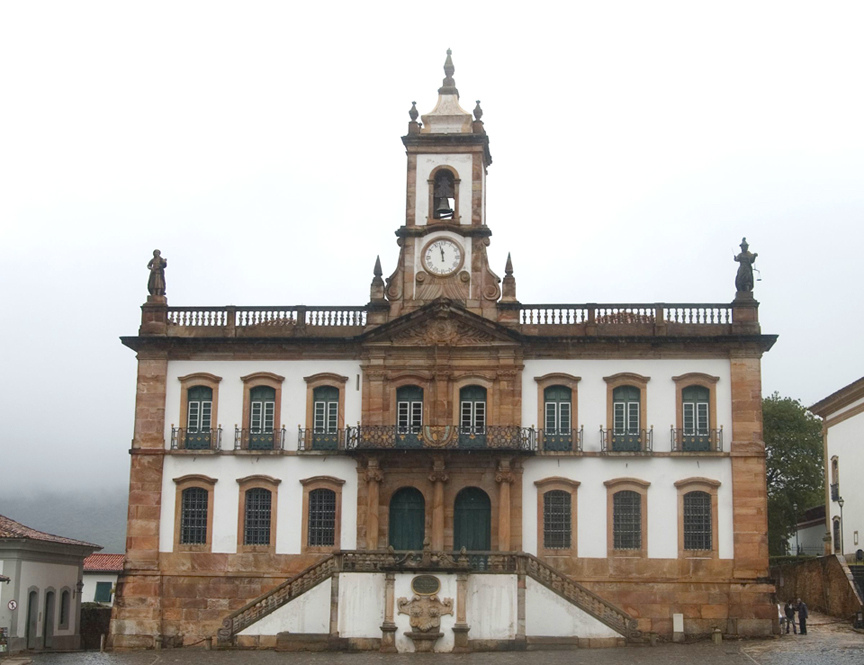
ساختمان شورای شهر اورو پرتو سال ساخت ۱۷۸۰
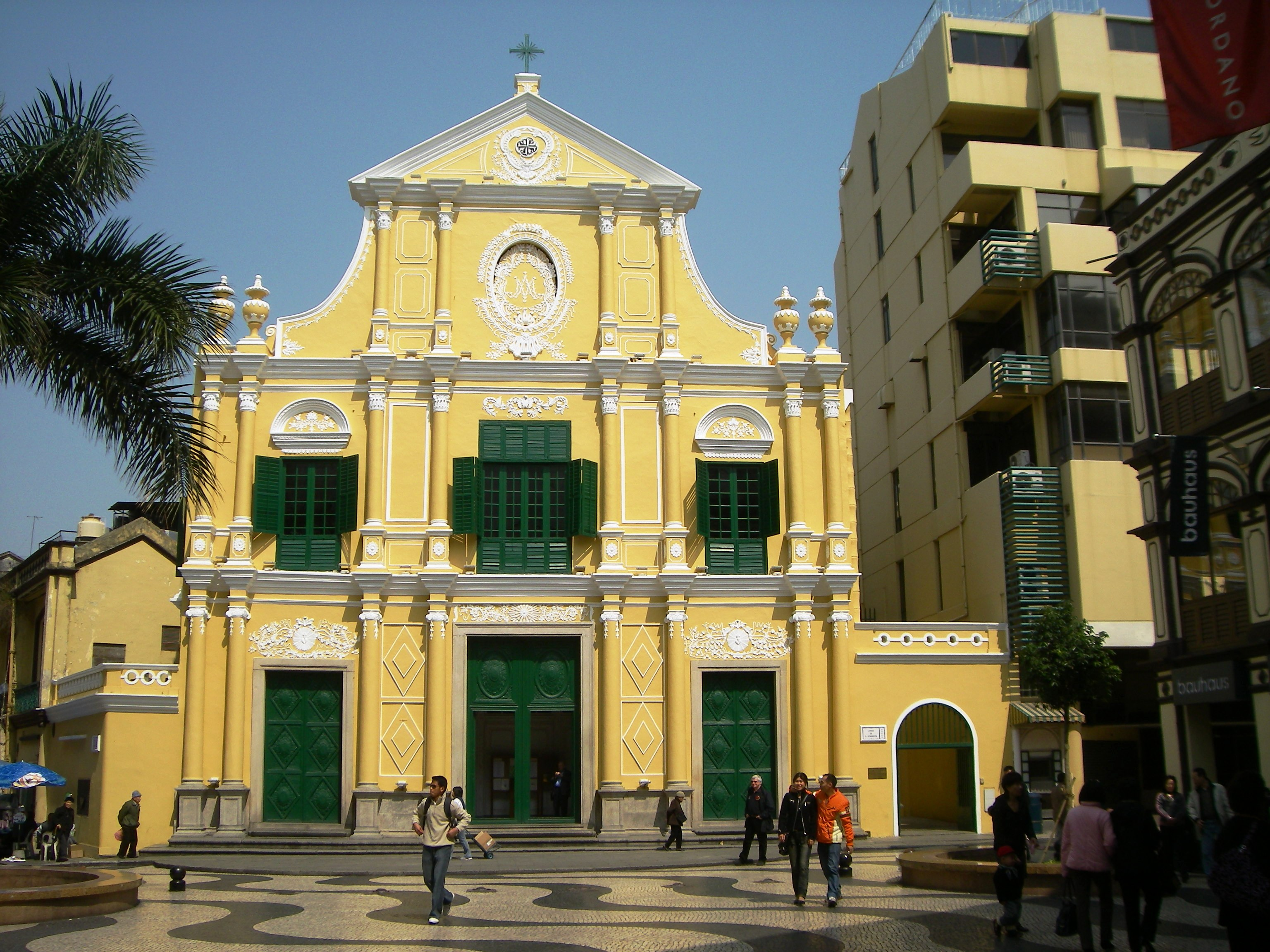
کلیسای سن  دومینگوز سال ساخت ۱۷۰۷
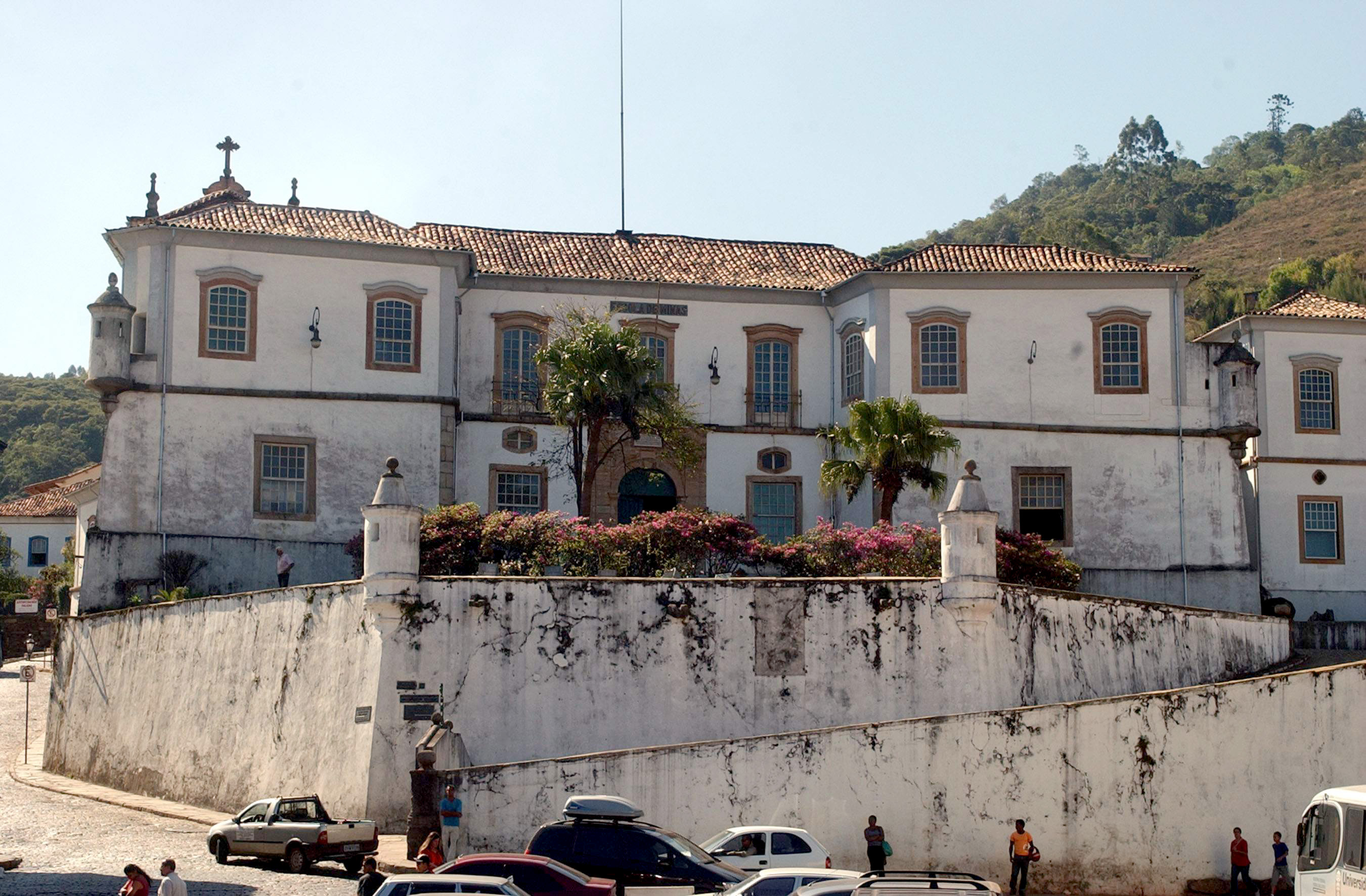
کاخ فرمانداران سال ساخت ۱۷۱۴ در برزیل
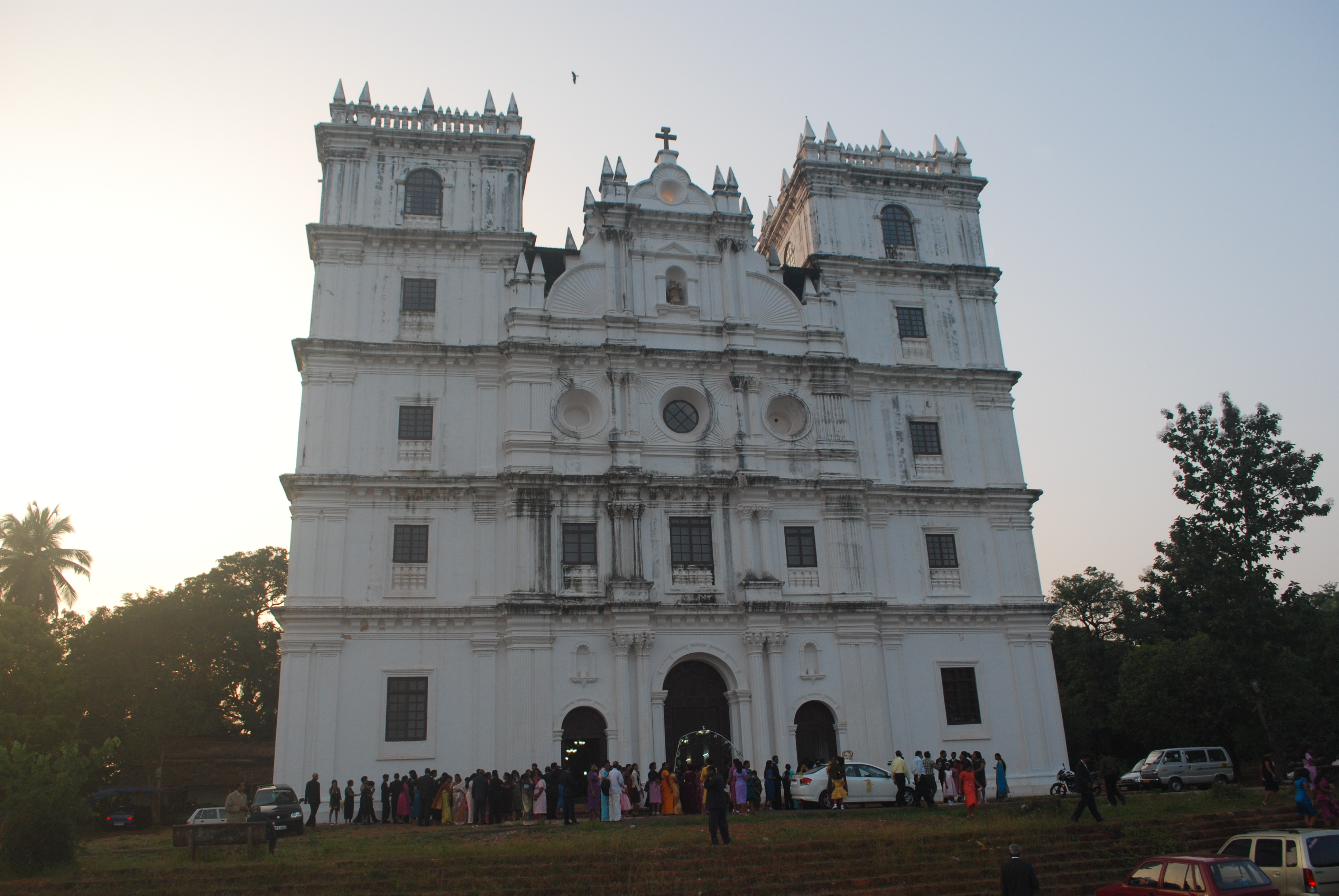
کلیسای سانتا آنا هند سال ساخت ۱۷۰۷
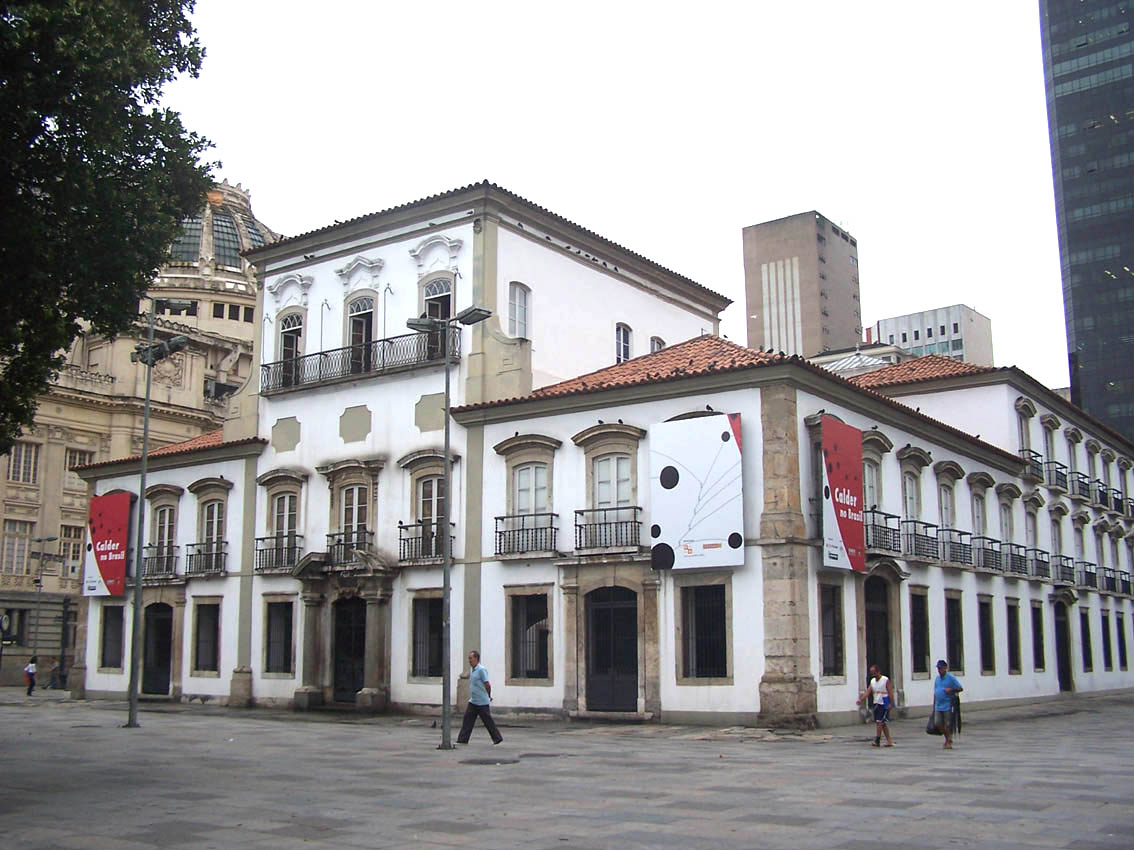
کاخ فرماندار مستعمراتی برزیل سال ساخت ۱۷۳۴

## قرن نوزدهم میلادی

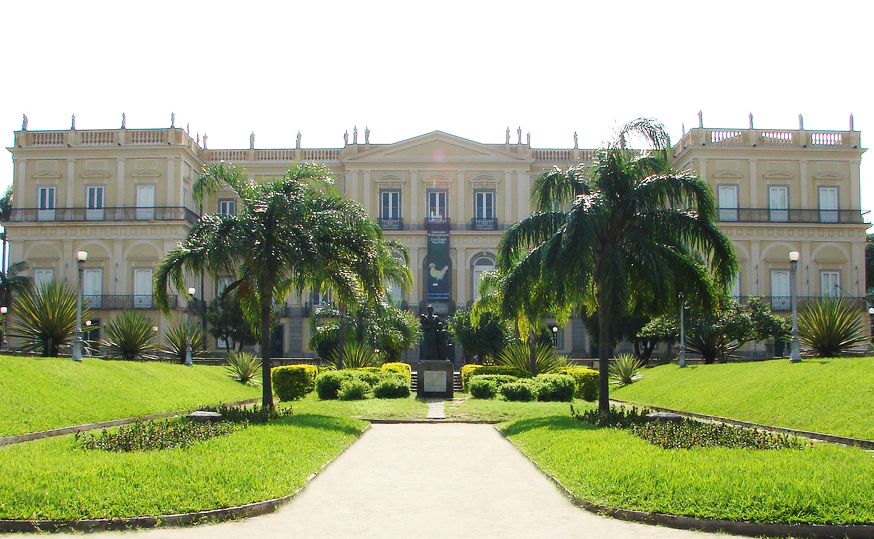
کاخ سلطنتی سائو کریستاوآ سال ساخت ۱۸۱۶
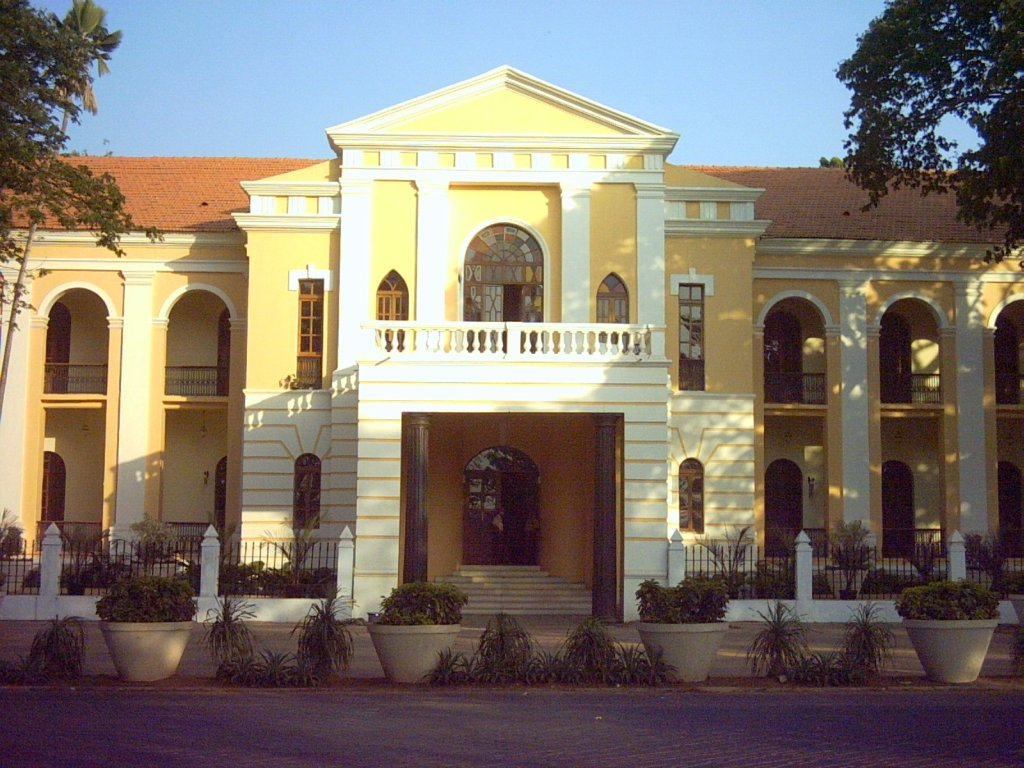
دانشگاه پزشکی گائو سال ساخت۱۸۴۲
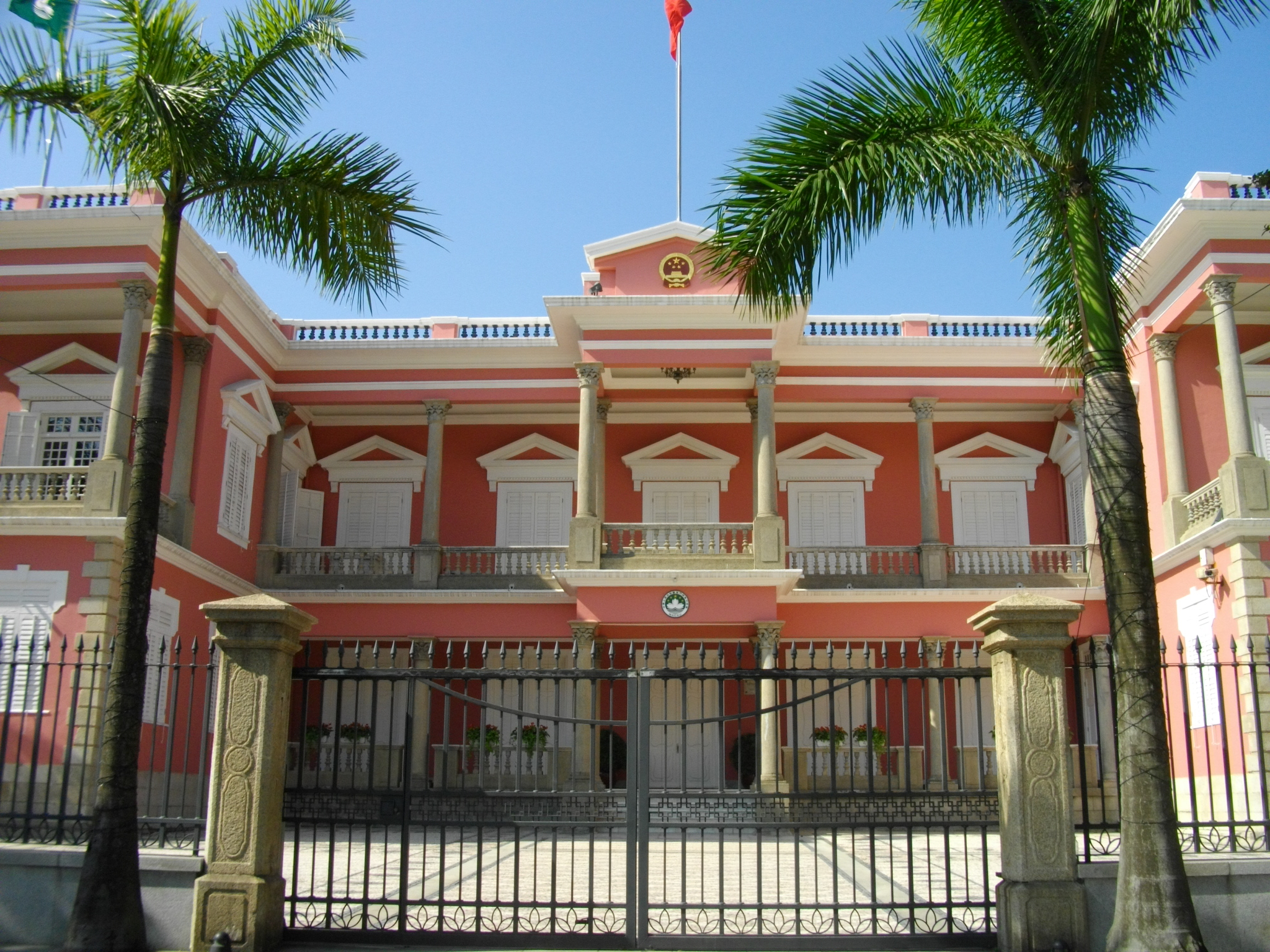
ساختمان دولتی ماکائو سال ساخت ۱۸۴۹
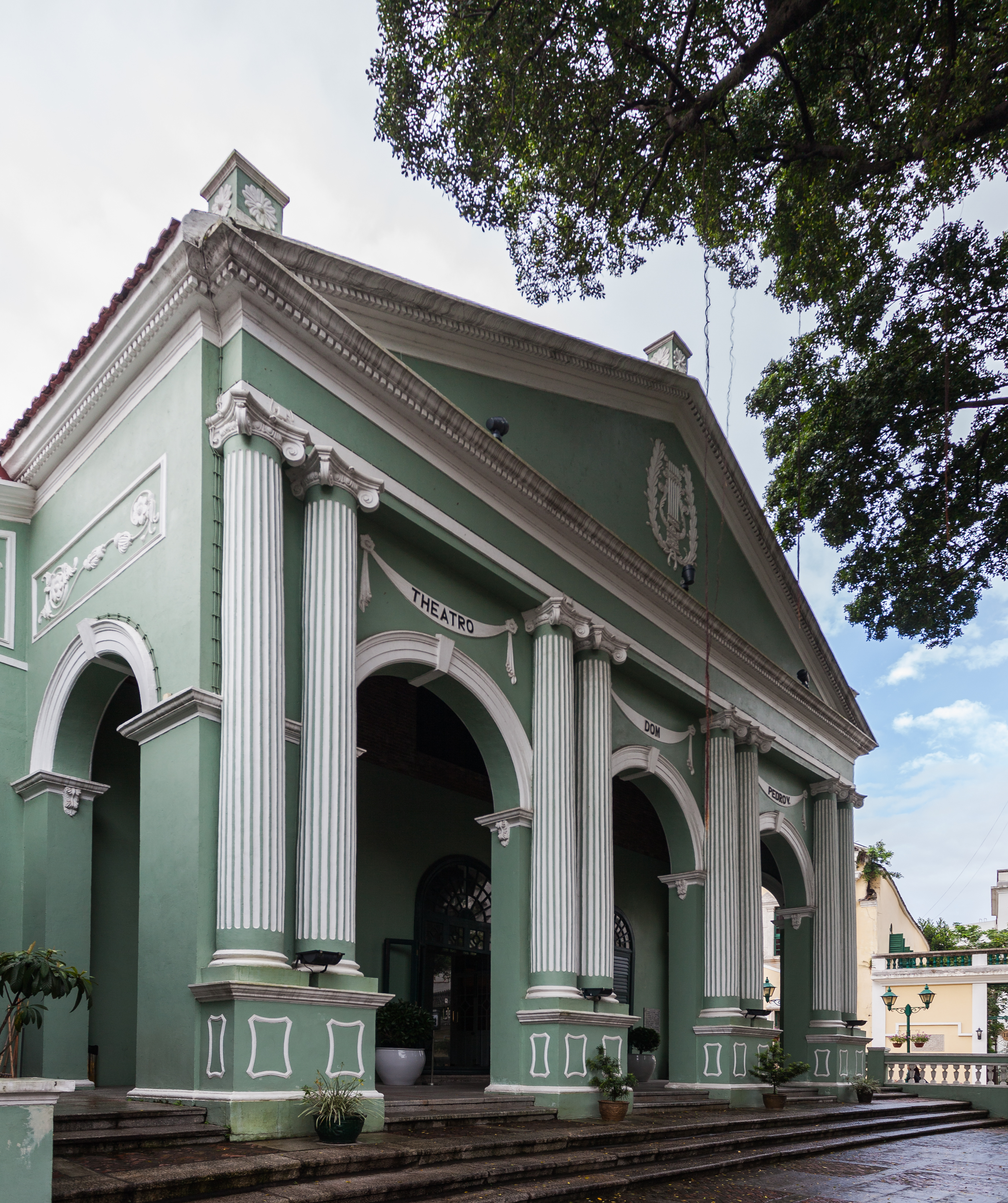
تئاتر دم پدرو پنجم ماکائو سال ساخت ۱۸۶۰
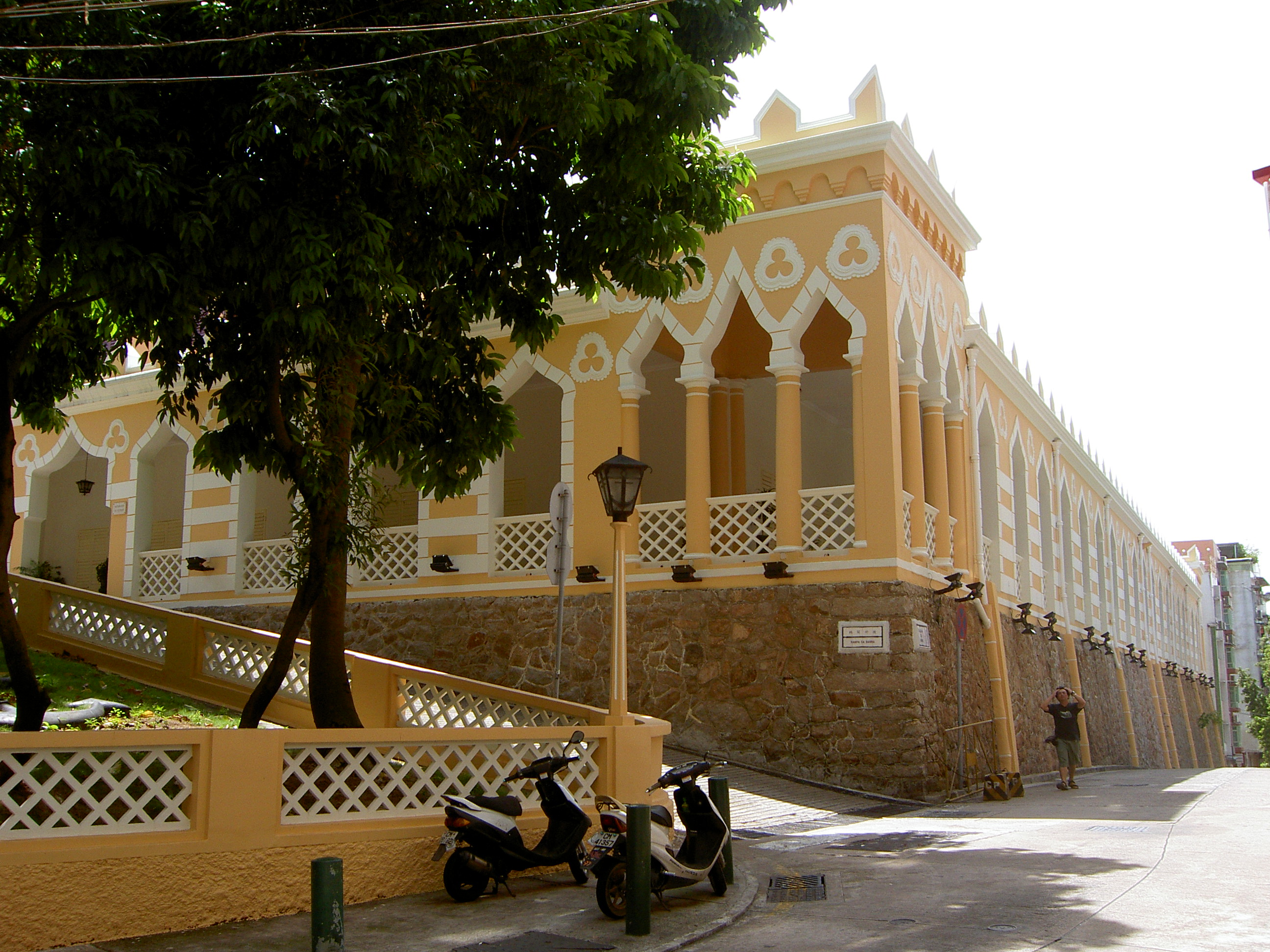
ساختمان نظامی در ماکائو سال ساخت ۱۸۷۴
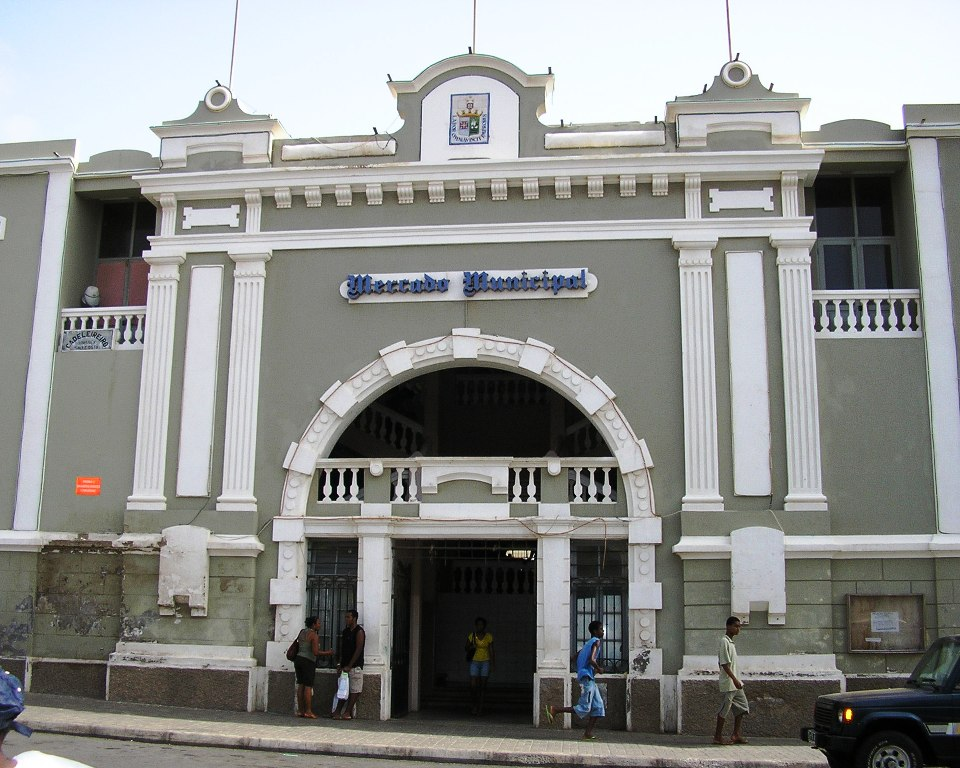
مرکز خرید مندیلو در دماغه سبز سال ساخت ۱۸۷۸
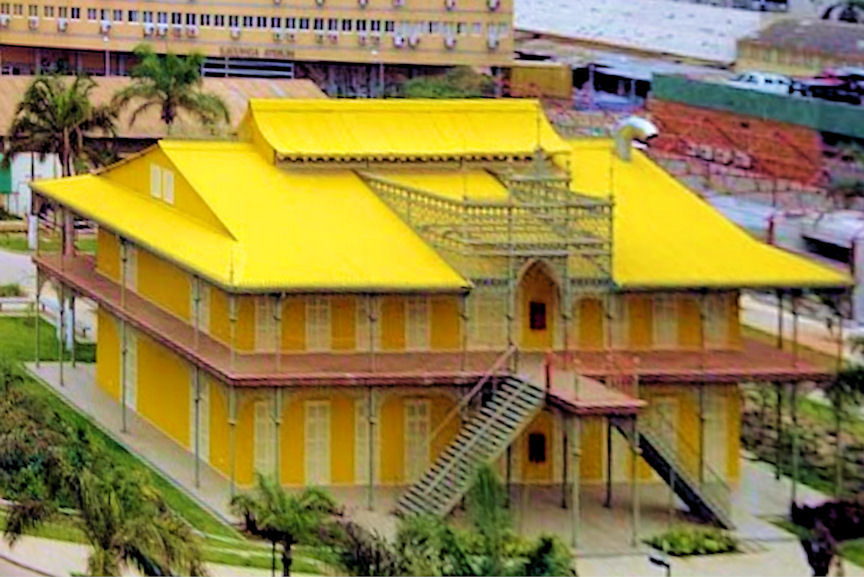
کاخ فرو در آنگولا سال ساخت ۱۸۸۵

## قرن بیستم میلادی

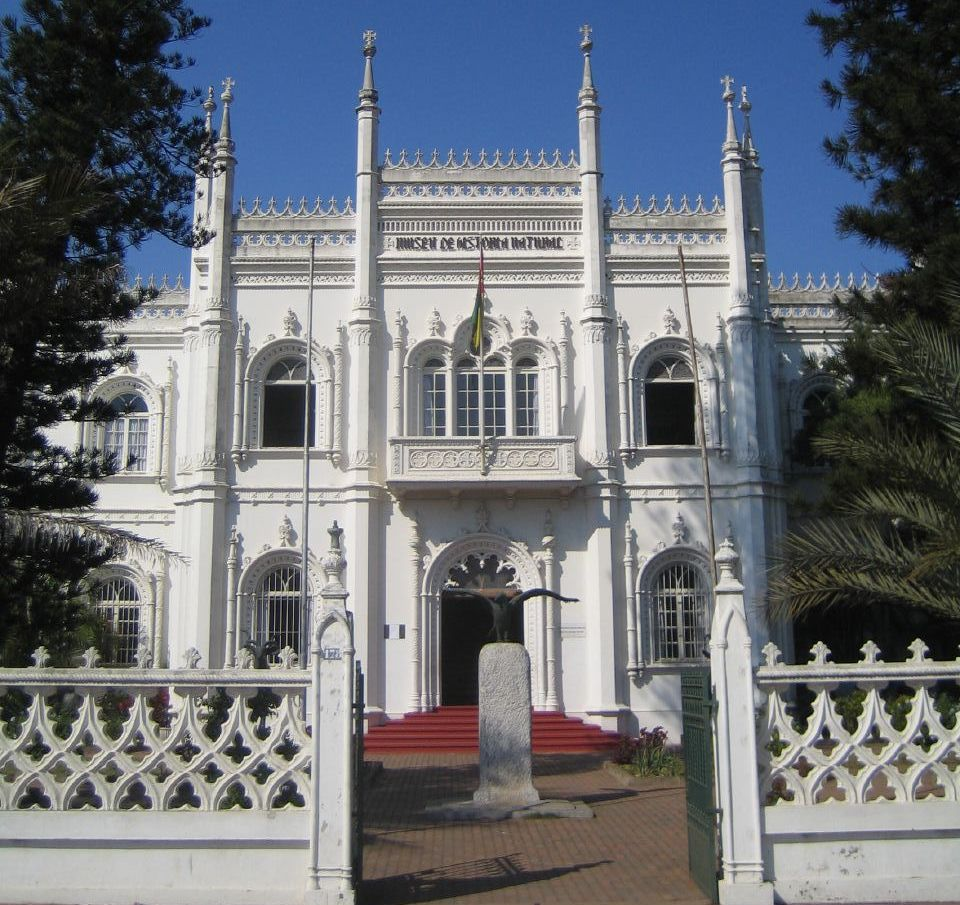
[[:pt:Museu de História Natural de Moçambique|موزهٔ تاریخ طبیعی موزامبیک سال ساخت ۱۹۱۳
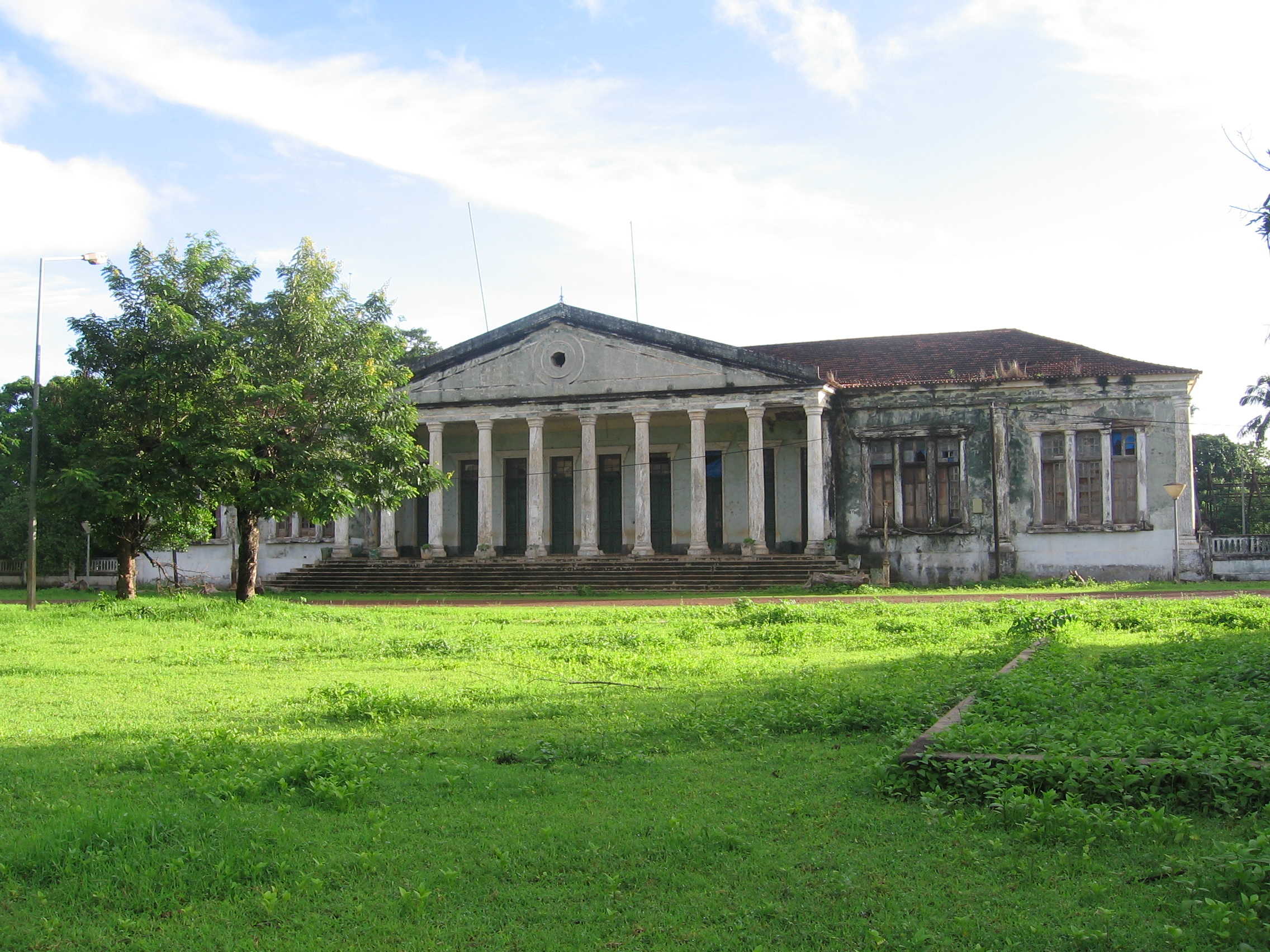
شورای شهر بولامو در گینه بیسائو سال ساخت ۱۹۱۹
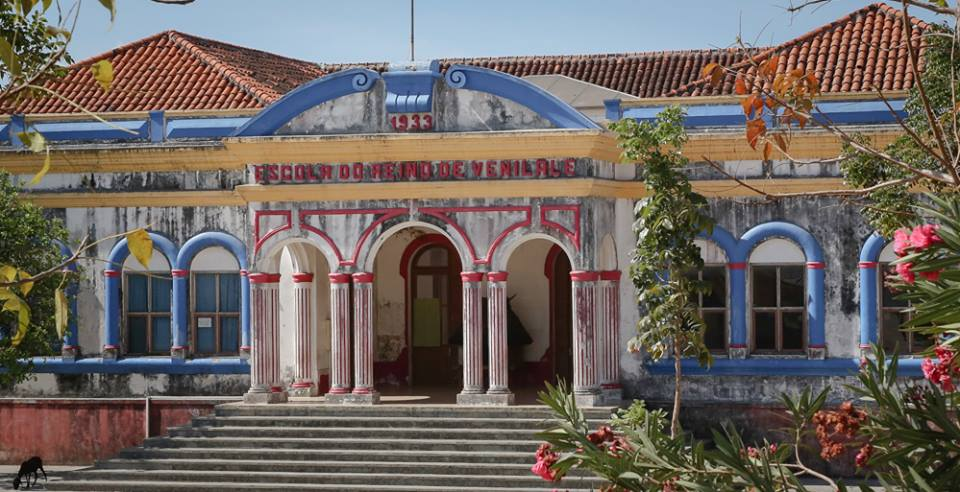
مدرسه ونیلاله در تیمور شرقی سال ساخت ۱۹۳۳
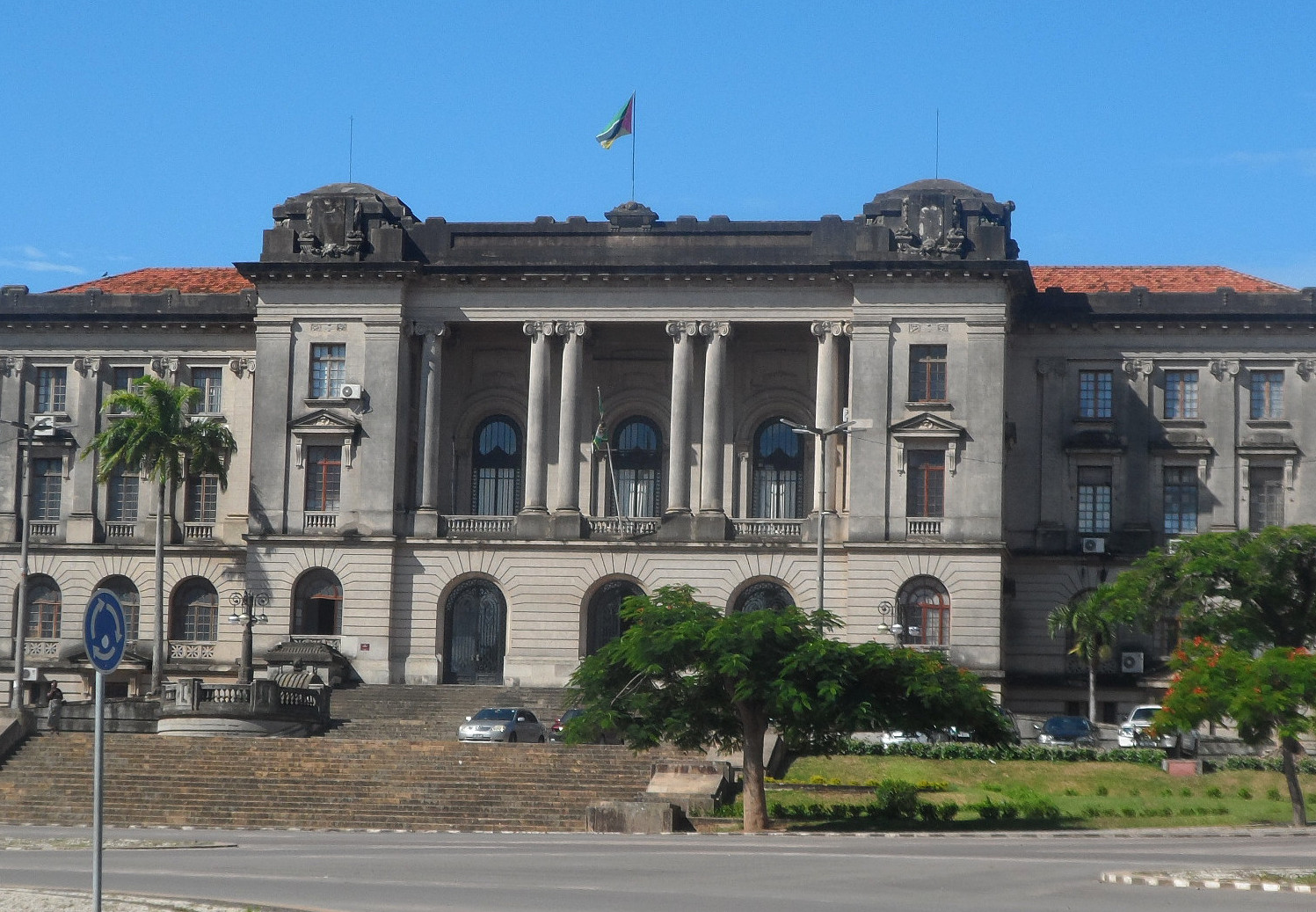
ساختمان شورای شهر ماپوتو سال ساخت ۱۹۴۷
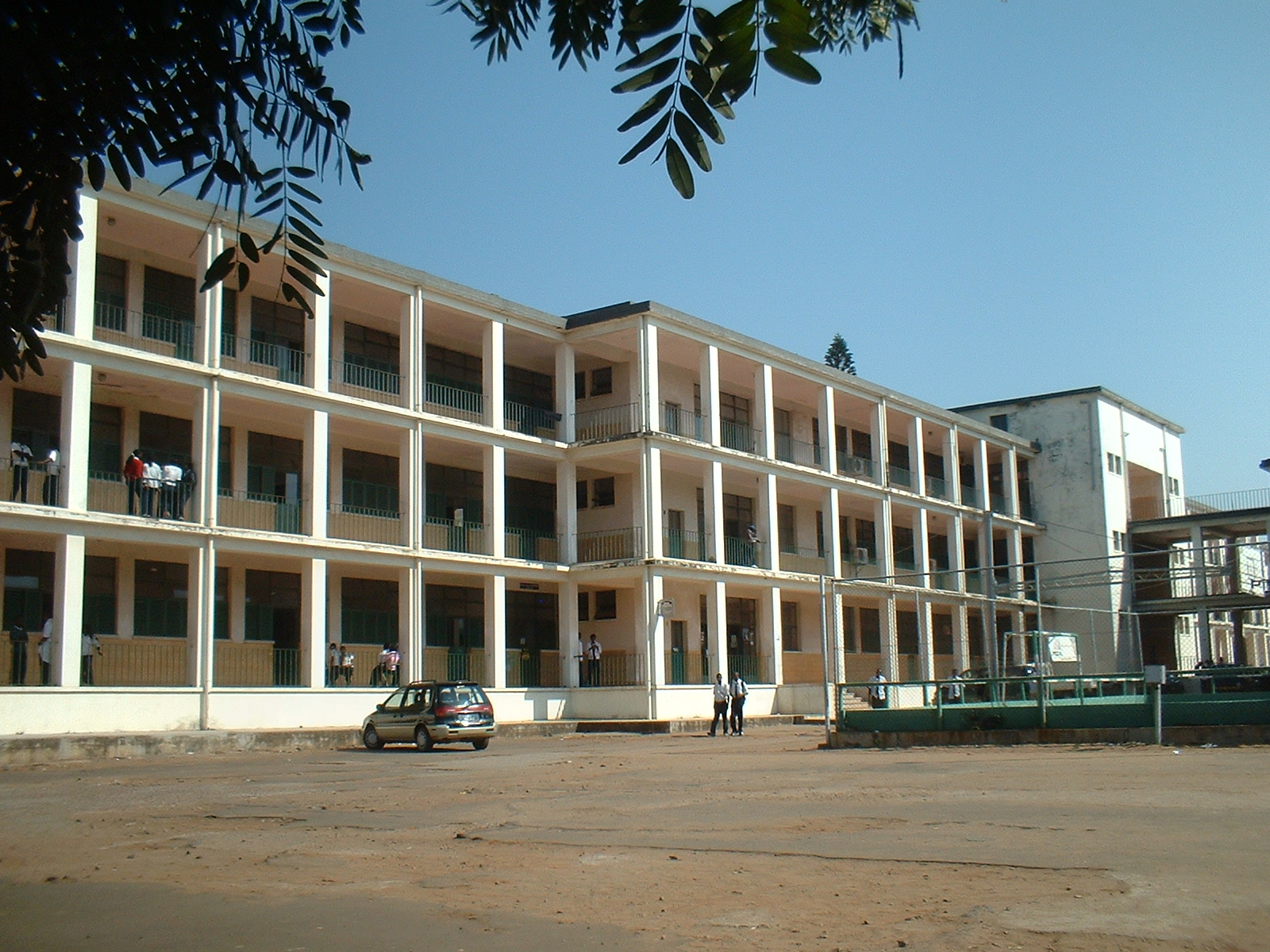
دبیرستان در موپاتو سال ساخت ۱۹۵۲
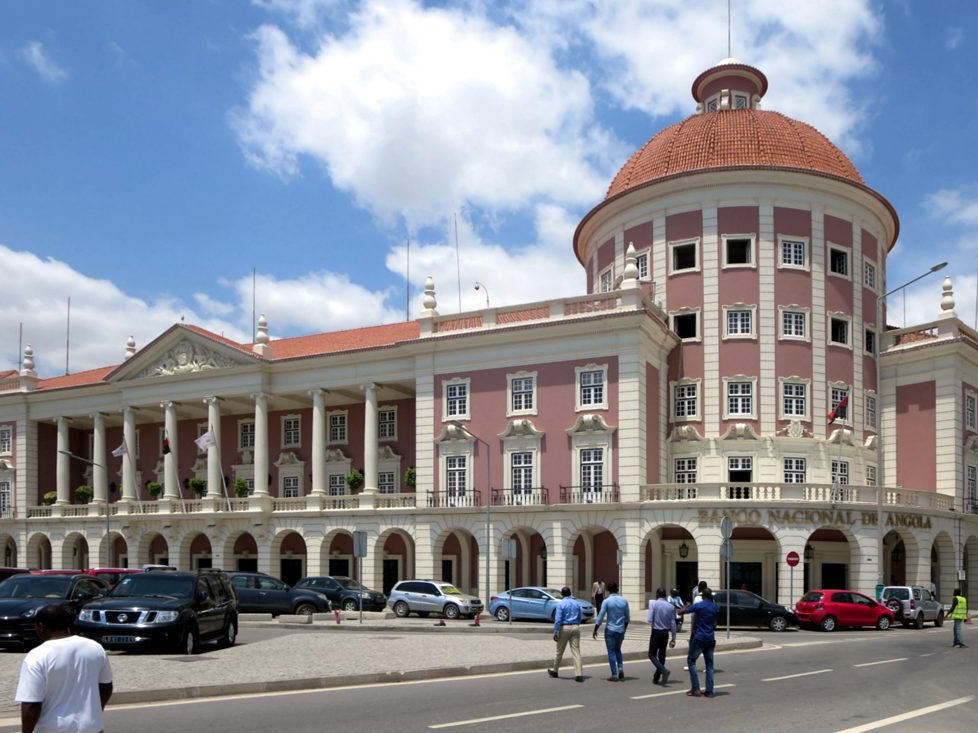
بانک ملی آنگولا  سال ساخت ۱۹۵۶
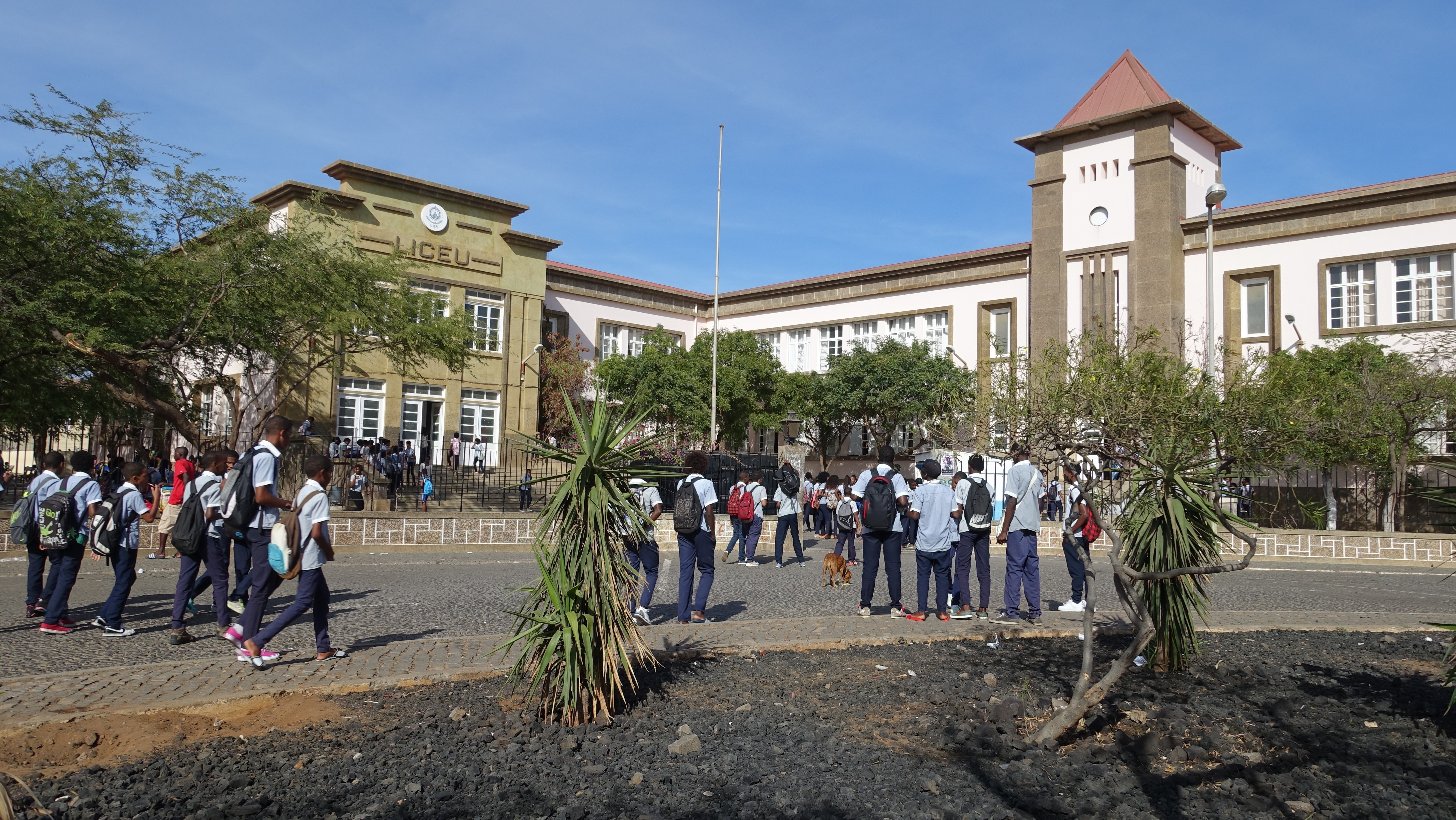
دبیرستان در دماغه سبز سال ساخت ۱۹۶۰
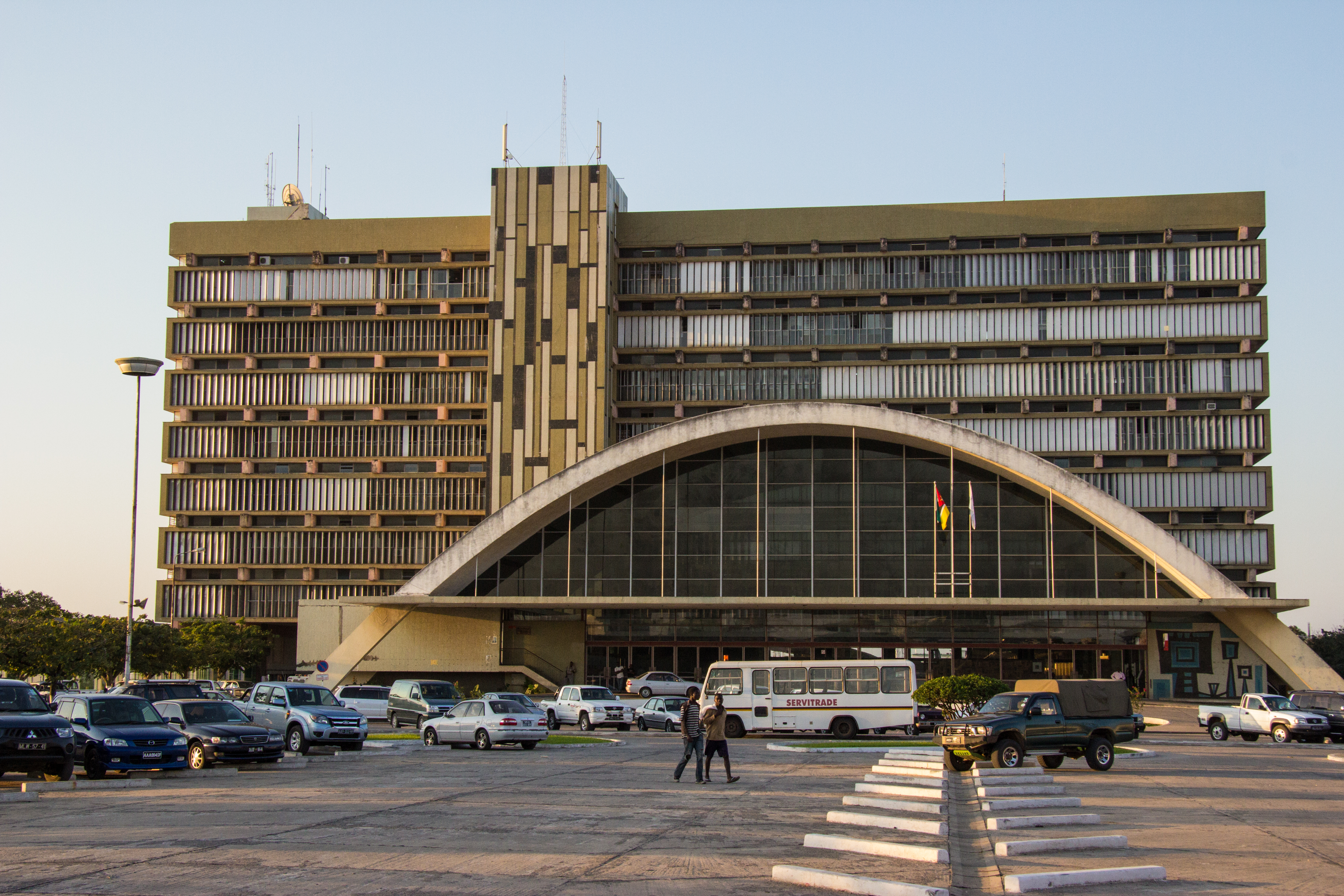
ایستگاه راه‌آهن بیرا موزامبیک سال ساخت ۱۹۶۶